# Место встречи изменить нельзя
«Ме́сто встре́чи измени́ть нельзя́» — советский пятисерийный телевизионный фильм, снятый режиссёром Станиславом Говорухиным. В основу сценария Аркадия и Георгия Вайнеров положен сюжет их романа «Эра милосердия». Съёмки проходили в 1978—1979 годах; павильонные сцены снимались в основном на Одесской киностудии, натурные — как правило, в Москве. Главные роли исполнили Владимир Высоцкий и Владимир Конкин; в съёмках фильма также участвовали Армен Джигарханян, Сергей Юрский и ряд других известных советских актёров. Действие картины происходит в послевоенной Москве, где орудует банда «Чёрная кошка». Её розыском занимаются сотрудники отдела борьбы с бандитизмом МУРа, возглавляемого капитаном милиции Жегловым. Фабула фильма перекликается с реальной историей красногорской банды Ивана Митина, занимавшейся грабежами, разбоями и убийствами в Москве и Подмосковье в начале 1950-х годов.
Премьерный показ «Места встречи…» был приурочен ко Дню милиции и состоялся 11—16 ноября 1979 года на Центральном телевидении. Пресса достаточно живо отреагировала на выход фильма; при этом рецензентов интересовали не только актёрская игра и режиссёрская работа, но и нравственные проблемы, заложенные в детективной истории, — они связаны прежде всего с этическим противостоянием капитана милиции Жеглова и оперуполномоченного Шарапова. В числе тех, кто изначально не принял картину, были авторы сценария — братья Вайнеры, не согласившиеся с режиссёрским вмешательством в драматургическую канву романа и попросившие удалить их фамилию из титров. Позже по инициативе сценаристов их фамилия была возвращена. В последующие годы киноведы давали неоднозначные оценки отдельным эпизодам ленты, в частности финальной сцене, снятой в жизнеутверждающем ключе, — по указанию председателя Гостелерадио СССР Сергея Лапина.
Картина не имеет кинематографических наград; создатели фильма получили почётные грамоты МВД СССР, а Высоцкому трижды присуждали посмертно награды за исполнение роли капитана милиции Жеглова: в 1981 году на IX Всесоюзном кинофестивале в Ереване — спецдиплом и приз жюри, в 1987 году — Государственную премию СССР, а в 1998 году — премию МВД России. Владимир Конкин в 1999 году также был удостоен премии МВД России за создание образа оперуполномоченного Шарапова. Реплики персонажей пополнили словари крылатых выражений и афоризмов.

## Сюжет

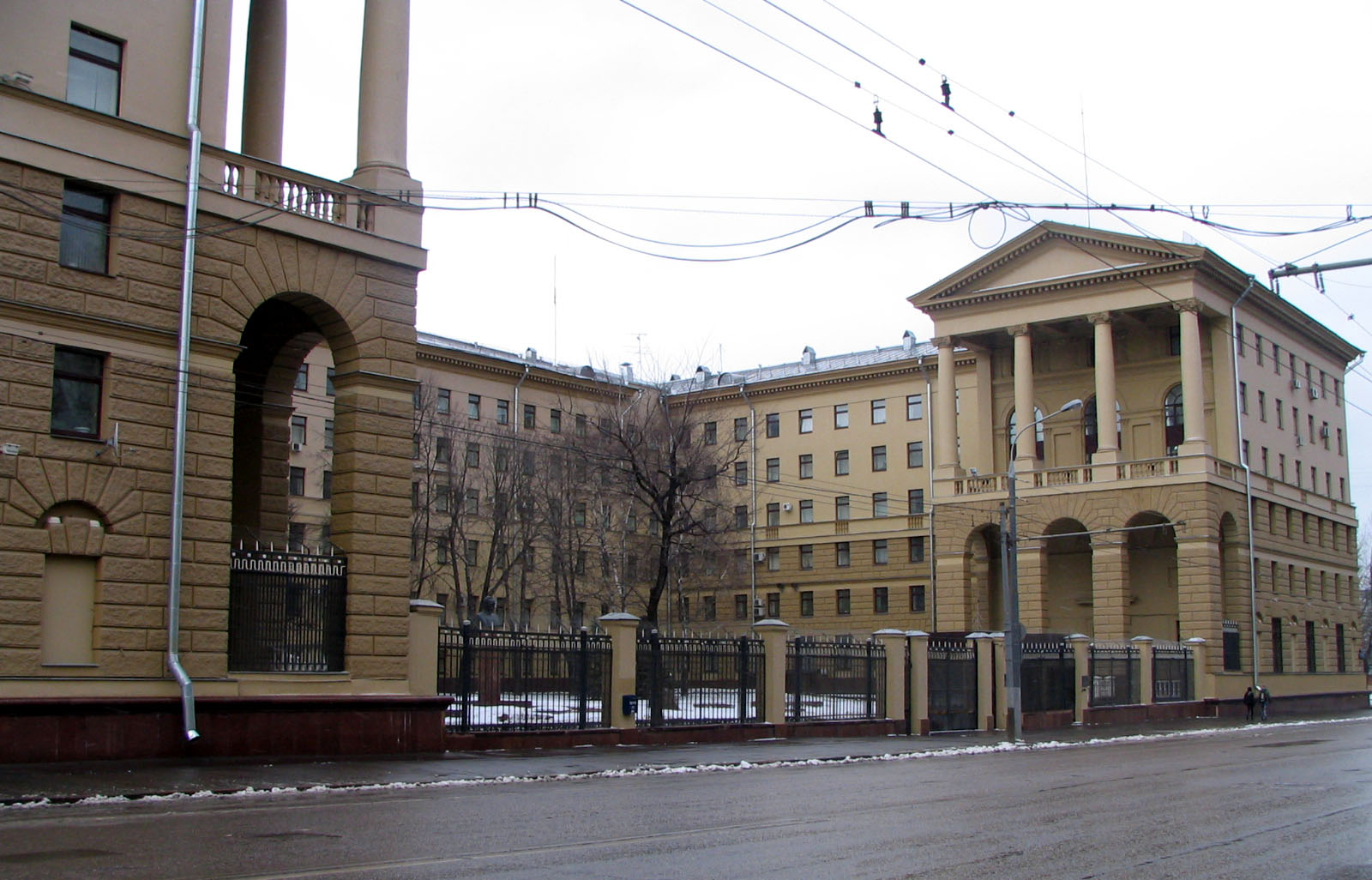
Здание на Петровке, 38, в котором базируется Московский уголовный розыск

Действие пятисерийного телевизионного фильма происходит в августе — ноябре 1945 года в Москве.

### Первая серия
Демобилизованный после войны молодой фронтовик (старший лейтенант) Владимир Шарапов (Владимир Конкин), направленный на службу в уголовный розыск, знакомится с начальником отдела борьбы с бандитизмом Капитан (воинское звание) Глебом Жегловым (Владимир Высоцкий) и другими сотрудниками МУРа. Погружение в оперативную деятельность начинается у Шарапова в первый же день службы, когда фактически на его глазах погибает милиционер Вася Векшин, внедрённый в уголовную среду для того, чтобы выйти на банду «Чёрная кошка».
Жеглов берёт Шарапова под опеку, Шарапов приглашает Глеба пожить в его комнате, находящейся недалеко от работы.
Помимо охоты за «Чёрной кошкой» отдел Жеглова ведёт самые различные дела. В ходе дежурства они первые оказываются на очередном месте преступления: убита и ограблена молодая женщина, Лариса Груздева, и дело попадает в работу их группы. Капитан Жеглов — уверен, что преступление совершил муж погибшей — доктор Иван Сергеевич Груздев (Сергей Юрский). В его съёмной квартире при обыске найден пистолет, из которого стрелял убийца.

### Вторая серия
«Чёрная кошка» грабит продуктовый склад. Бандитам удаётся уйти, особенной неудачей становится тот факт, что Шарапов упускает одного из преступников: молодого человека смущает военная форма и орден Отечественной войны на кителе...
Жеглов и Шарапов продолжают заниматься расследованием убийства Ларисы Груздевой. Все улики указывают на причастность к делу её мужа; тем не менее Шарапов начинает сомневаться в том, что следствие идёт по верному пути.
Во время дежурства Шарапов знакомится с младшим сержантом Варварой Синичкиной (Наталья Данилова): молодые люди отвозят в детдом найденного мальчика-подкидыша, между ними возникает симпатия.
В числе представителей уголовного мира, с которыми он знакомится во время облавы, — девица лёгкого поведения Манька Облигация (Лариса Удовиченко). На её руке обнаруживается браслет погибшей Ларисы. Благодаря полученным от Маньки сведениям Жеглов и Шарапов выходят сначала на вора Копчёного (Леонид Куравлёв), а затем на карманника Кирпича (Станислав Садальский); тот в разговоре с муровцами произносит фамилию неизвестного им бандита — Фокс.

### Третья серия
Поимка Фокса (Александр Белявский) — одна из задач, которую должны решить муровцы: во время обыска у Верки-модистки, на квартире которой Кирпич и выиграл у Фокса браслет Груздевой, находят и другие вещи убитой Ларисы. У Верки организуют засаду — в неё, по задумке Жеглова, должен попасть бандит. Однако тщательно продуманный план срывается из-за дерзости Фокса и трусости милиционера Соловьёва. Тем не менее следствие продолжается: в Большом театре за похищением дорогой шубы Жеглов и Шарапов задерживают вора Ручечника (Евгений Евстигнеев) и его напарницу Волокушину (Екатерина Градова), которая сообщает, что у Фокса есть «связной телефон». Дополнительные сведения, касающиеся, в том числе, внешности бандита, Шарапов получает от бывшей любовницы Фокса — Ирины Соболевской (Наталья Фатеева), которая также является подругой убитой Ларисы. Шарапов начинает подозревать, что Фокс — это тот самый бандит, которого он упустил при ограблении склада. Но это означает, что убийство Груздевой и банда «Чёрная кошка» связаны...
Шарапов и Варя всё больше сближаются. А между Шараповым и Глебом начинает копиться напряжение: несмотря на опытность Глеба и его непререкаемый авторитет, Шарапов сомневается в некоторых его методах ведения разыскной работы, что приводит к конфликтам.

### Четвёртая серия
Шарапов решает перепроверить факты, полученные в день убийства Ларисы Груздевой. Заново проверяя свидетельские показания, молодой разыскник выясняет, что пистолет, являющийся главной уликой против Груздева, был, вероятно, подброшен в его съёмную квартиру. Одновременно выявляются и другие детали, позволяющие говорить о невиновности Груздева. Жеглов, в целом принимая доводы Шарапова, тем не менее настаивает на необходимости дальнейшего содержания Ивана Сергеевича в тюрьме, поскольку его освобождение может насторожить настоящего преступника. Тем временем муровцы разрабатывают план поимки Фокса в ресторане «Астория». Вся опергруппа под видом отдыхающих проводит время в ресторане, когда Шарапов узнаёт Фокса. Фокс чует засаду и, вышибая окно ресторана ни в чём не повинной официанткой, пытается скрыться, однако уйти от погони ему не удаётся. Во время опознания Желтовская — новая супруга Груздева — сообщает, что ранее видела Фокса: он появлялся в их доме под видом сантехника в день гибели Ларисы (очевидно, именно тогда он и подкинул пистолет). Картина преступления ясна: Фокс познакомился с Ларисой через подругу, очаровал женщину, предложил замужество и переезд на юг, что подвигло её снять деньги со сберкнижки — именно эти деньги, а заодно и ценные вещи, доставшиеся Ларисе в наследство, были нужны Фоксу.
Ивана Сергеевича Груздева освобождают; Жеглов, убеждённый, что «наказания без вины не бывает», отказывается приносить ему извинения.
Дактилоскопия убитого при задержании шофёра Есина, сообщника Фокса, показывает, что именно от его руки погиб Вася Векшин, пытавшийся выйти на «Чёрную кошку». Связь Фокса с бандой доказана, но сам он, держась понятий «вора в законе», отказывается от сотрудничества со следствием.
Шарапов и Жеглов разрабатывают операцию по внедрению Шарапова в банду «Чёрная кошка» под видом мелкого преступника, который якобы случайно познакомился с Фоксом в следственном изоляторе. Благо, у оперативников накопилось достаточно знаний о банде для серьёзной игры...

### Пятая серия
По плану Жеглова, Шарапов, выдающий себя за некоего Владимира Сидоренко, должен выйти на связь с любовницей Фокса, которую зовут Аня и за которой будет установлена слежка на перспективу. Но план неожиданно даёт осечку: Шарапова захватывают члены банды и, оторвавшись от следующих за ними оперативников, привозят в логово «Чёрной кошки». Там, перед лицом главаря банды горбуна Карпа по кличке Горбатый (Армен Джигарханян) Шарапову удаётся изложить весьма правдоподобную легенду собственного «уголовного прошлого» и убедить бандитов в необходимости отправиться на выручку Фокса, которого буквально на следующий день должны доставить в ограбленный ими ранее магазин для проведения «следственного эксперимента». Шарапов ведёт напряжённую психологическую дуэль с Горбатым, досконально играя роль жадного мелкого уголовника, и добивается доверия к себе.
Неожиданно среди членов банды Шарапов узнаёт своего фронтового товарища, штрафника Сергея Левченко (Виктор Павлов). Левченко, отлично понимающий, что вся «легенда» Шарапова — ложь, и тот является внедрённым оперативником, заманивающим банду в ловушку, тем не менее, не выдаёт боевого товарища. Ночью Левченко предлагает ему покинуть логово. Шарапов отказывается и предлагает Левченко уйти самому. Но и тот отказывается.
Тем временем Жеглов, понимая, что «место встречи изменить нельзя», начинает всерьёз готовить магазин к спецоперации. Она проходит успешно: Шарапов спасён, «Чёрная кошка» обезврежена. Лишь Левченко, воспользовавшись моментом, пытается бежать. Несмотря на протест Шарапова, Жеглов убивает его, ничуть не сожалея о том, что «убил бандита».
После спецоперации подавленный Шарапов направляется в родильный дом, но узнаёт, что когда-то доставленного им подкидыша кто-то усыновил. Он идёт к Варе Синичкиной. Варя встречает его у окна, на руках она держит взятого из роддома малыша-подкидыша.

## Подготовка к съёмкам

### Литературный сценарий. Утверждение режиссёра
Фильм «Место встречи изменить нельзя» был снят по мотивам романа Аркадия и Георгия Вайнеров «Эра милосердия», написанного в 1975 году. В основу произведения легли подлинные события; правда, к деяниям группы, именовавшей себя «Чёрной кошкой», они почти не имели никакого отношения. Участников этой «банды» — преимущественно подростков — удалось задержать во второй половине 1940-х годов после неудачной квартирной кражи. Тем не менее миф о неуловимых преступниках, повсеместно оставлявших рисунки с изображениями котов, существовал в послевоенной московской среде довольно долго. Из этой истории братья Вайнеры позаимствовали лишь название группы и символику. Гораздо ближе к героям романа оказались представители красногорской банды Ивана Митина. По словам Георгия Вайнера, «хотя Шарапов это и собирательный образ, но у него есть и прототип — Володя Арапов, ставший позднее начальником отдела МУРа. Он участвовал в захвате знаменитой банды Митина, которую мы персонифицировали как „Чёрная кошка“». К реальным событиям восходит и сюжетная линия, связанная с арестом Ивана Сергеевича Груздева. Речь идёт о его прототипе — кандидате медицинских наук Евгении Миркине, который в 1944 году был арестован по подозрению в убийстве собственной жены. Лишь после вынесения приговора появились данные, свидетельствующие о непричастности доктора к этому преступлению.

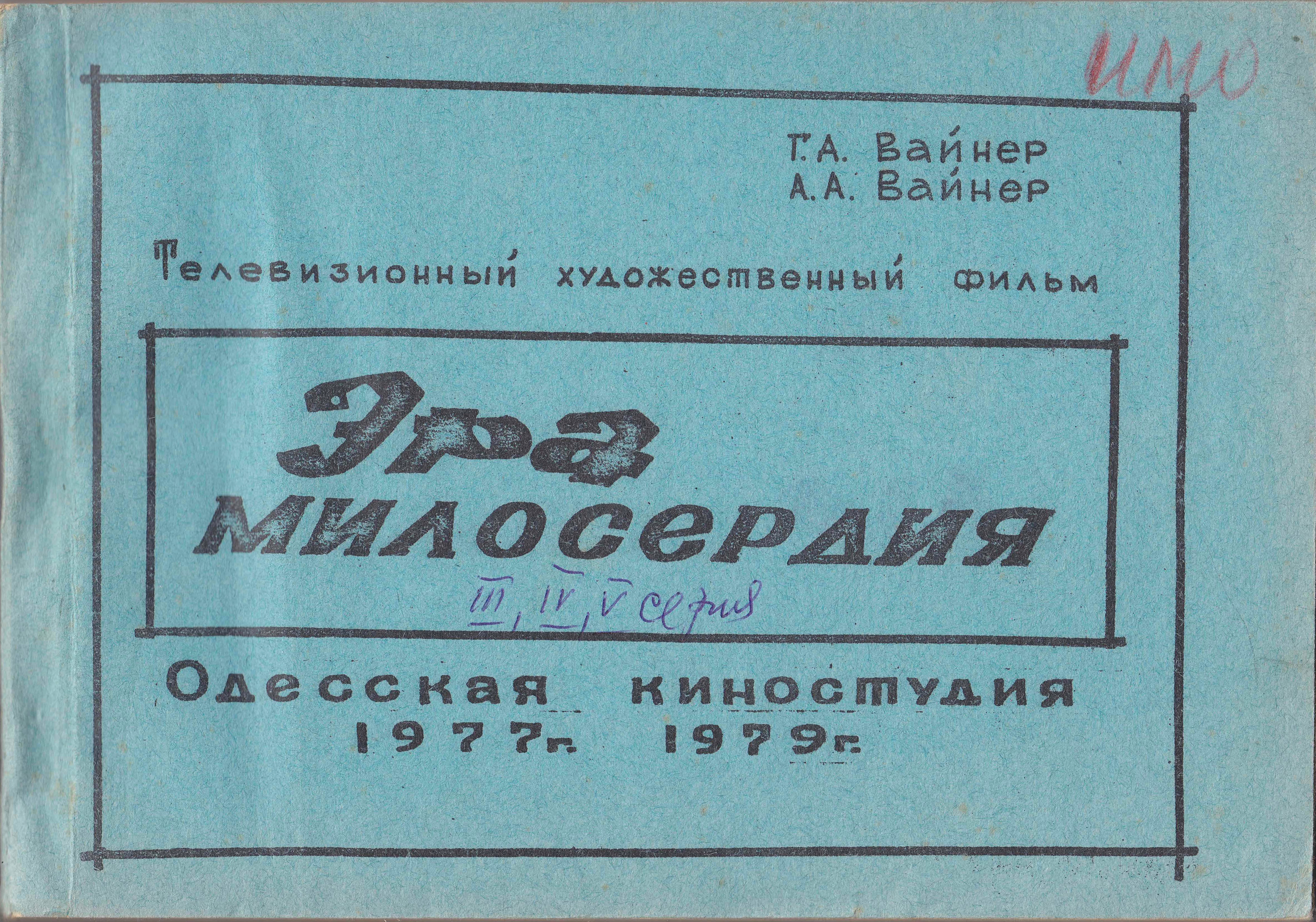
Обложка режиссёрского сценария фильма «Место встречи изменить нельзя»

Существуют разные версии, связанные с идеей экранизации «Эры милосердия». По воспоминаниям Аркадия Вайнера, после выхода отдельной книги они с братом подарили несколько экземпляров близким друзьям. В их числе был Владимир Высоцкий. Прочитав роман, Высоцкий сообщил Вайнерам, что «Эра милосердия» представляет собой готовую основу для будущего фильма, в котором он хотел бы застолбить для себя роль Жеглова. Иную трактовку событий изложил Станислав Говорухин, утверждавший, что именно он порекомендовал Высоцкому познакомиться с произведением Вайнеров: «Прочти, прекрасная роль на тебя».
После включения «Эры милосердия» в план Одесской киностудии встал вопрос о режиссёре. Изначально сценарно-редакционная коллегия планировала привлечь к работе Вилена Новака; позже в качестве претендента рассматривался Алексей Баталов. Однако ни тот, ни другой не смогли приступить к работе из-за занятости в других картинах. Говорухина на должность постановщика ленты предложил Высоцкий. Вайнеры поддержали его кандидатуру после того, как Станислав Сергеевич при личной встрече пообещал писателям, что без согласия соавторов не изменит «ни одной строчки, ни одного слова» в их сценарии.
Непосредственная работа над сценарием проходила в Переделкине. Время от времени туда приезжал и Высоцкий, предлагавший свои варианты развития тех или иных эпизодов. Так, именно он предложил новый драматургический ход — разместить на двери кладовой увеличенную фотографию Вари Синичкиной. Сценарный образ Жеглова создавался уже с учётом актёрской органики и типажа Высоцкого. Если в романе Жеглов — смуглый крепкий парень, «плечи в пиджаке не помещаются», то в сценарии Глеб имел «иные внешние характеристики». В процессе работы менялось и название картины. В производственном плане киностудии фигурировала «Эра милосердия». Позже Говорухин предложил другое название — «Чёрная кошка». Однако подобное сочетание, несущее явный мистический посыл, в киногруппе сочли заведомо непроходным. В результате лента вышла в свет под названием «Место встречи изменить нельзя» — этот вариант уже использовался в 1975 году, во время первой публикации романа в журнале «Смена».

### Режиссёрский сценарий

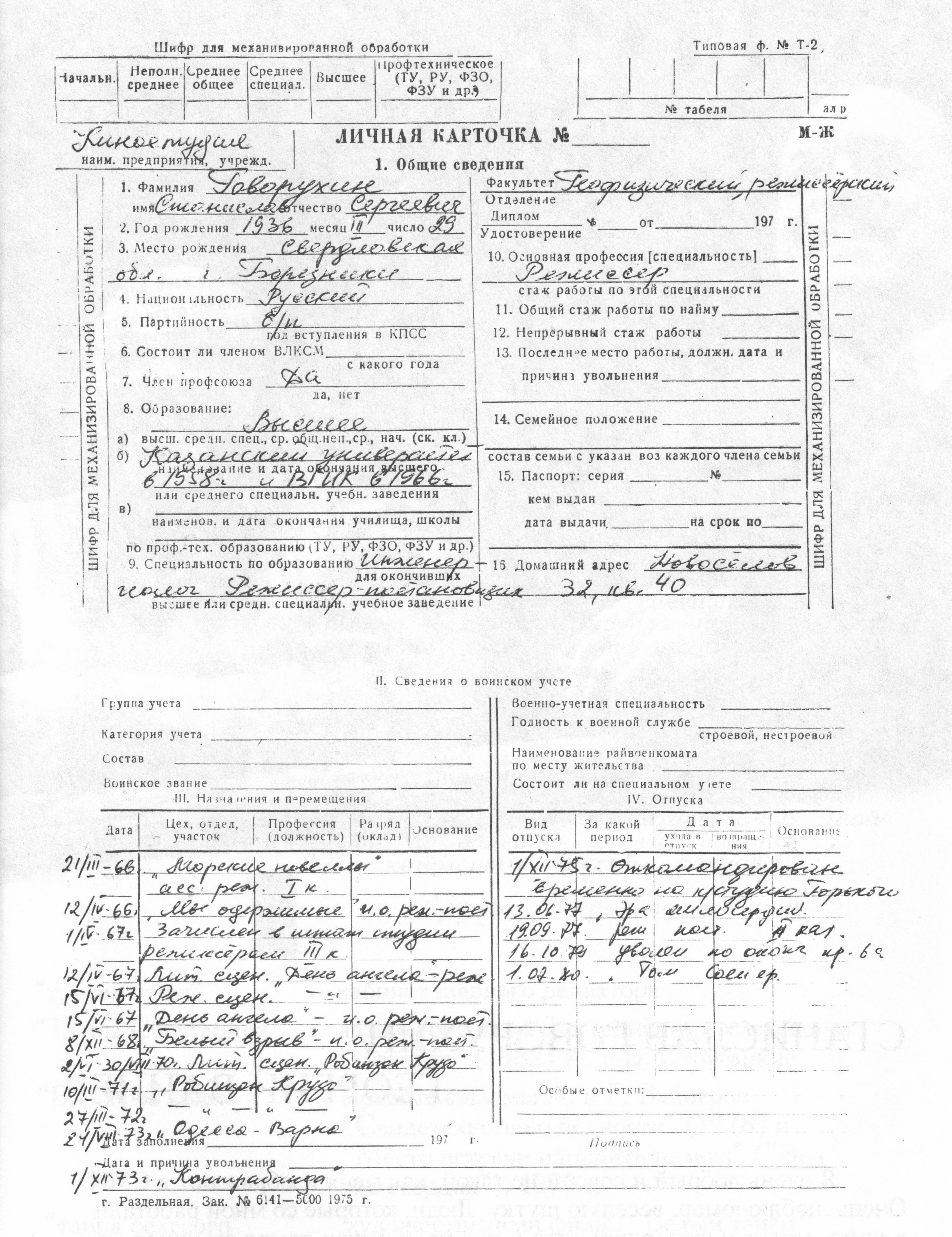
Личная карточка Станислава Говорухина на Одесской киностудии

Сценарий братьев Вайнеров, утверждённый Одесской киностудией в июне 1977 года и тогда же направленный для рассмотрения на Центральное телевидение, представлял собой скорее литературное, нежели драматургическое произведение. Как вспоминала редактор Одесской киностудии Галина Лазарева, по объёму и сюжетным линиям он не вписывался в параметры кинопроизводства. Замечания и рекомендации, поступившие после обсуждения «Эры милосердия» в Одессе и Москве, были учтены Станиславом Говорухиным при подготовке режиссёрского сценария. Он представлял собой технический документ с точным указанием необходимых ресурсов и материалов для съёмок. Согласно режиссёрскому сценарию, для участия в картине должны быть задействованы 33 исполнителя главных ролей (от Шарапова до сестры Ларисы Груздевой — Нади), 31 исполнитель ролей второго плана и более восьмидесяти человек, появляющихся в эпизодах. Говорухин просчитал, какое количество плёнки потребуется для съёмок на натуре, в павильоне и на интерьерных площадках (например, в Большом театре, бильярдной и радиокомитете). Режиссёр также подготовил полную раскадровку будущего фильма.
Каждая серия в режиссёрском сценарии имела своё название: «Чёрная кошка», «Знакомые всё лица», «Предательство», «Операция „Савой“», «Место встречи изменить нельзя». Некоторые эпизоды из сценария Вайнеров были полностью переписаны; порой такие изменения делались вынужденно. К примеру, в изначальном варианте Шарапов, узнав о гибели любимой девушки Вари Синичкиной, набрал номер справочной службы и попросил дать телефон родильного дома имени Грауэрмана. Такая концовка не устроила Сергея Лапина, председателя Гостелерадио СССР, по заказу которого снимался фильм. По словам Лапина, настроение зрителей в начале очередной рабочей недели может быть омрачено известием о гибели Вари. Финал режиссёрского сценария выглядел иначе: «У окна — с заснеженным пейзажем за ним — стоит Варя с малышом на руках. С ожиданием и нежностью смотрит на Шарапова. <…> На глазах у Вари слёзы».
В литературный сценарий Вайнеров был включён такой художественный элемент, как «закадровый голос Шарапова». Внутренний монолог молодого оперуполномоченного частично сохранился и в режиссёрском сценарии — речь идёт в основном об эпизодах-воспоминаниях. Однако во время монтажа создатели картины решили отказаться от этого приёма, сочтя, что экранная история сама по себе вполне убедительна и не нуждается в дополнительных комментариях. Режиссёрский сценарий картины получил утверждение на Одесской киностудии 14 декабря 1977 года. Через два месяца он был подписан в печать и издан в городской типографии тиражом 150 экземпляров.

### Кинопробы, выбор исполнителей

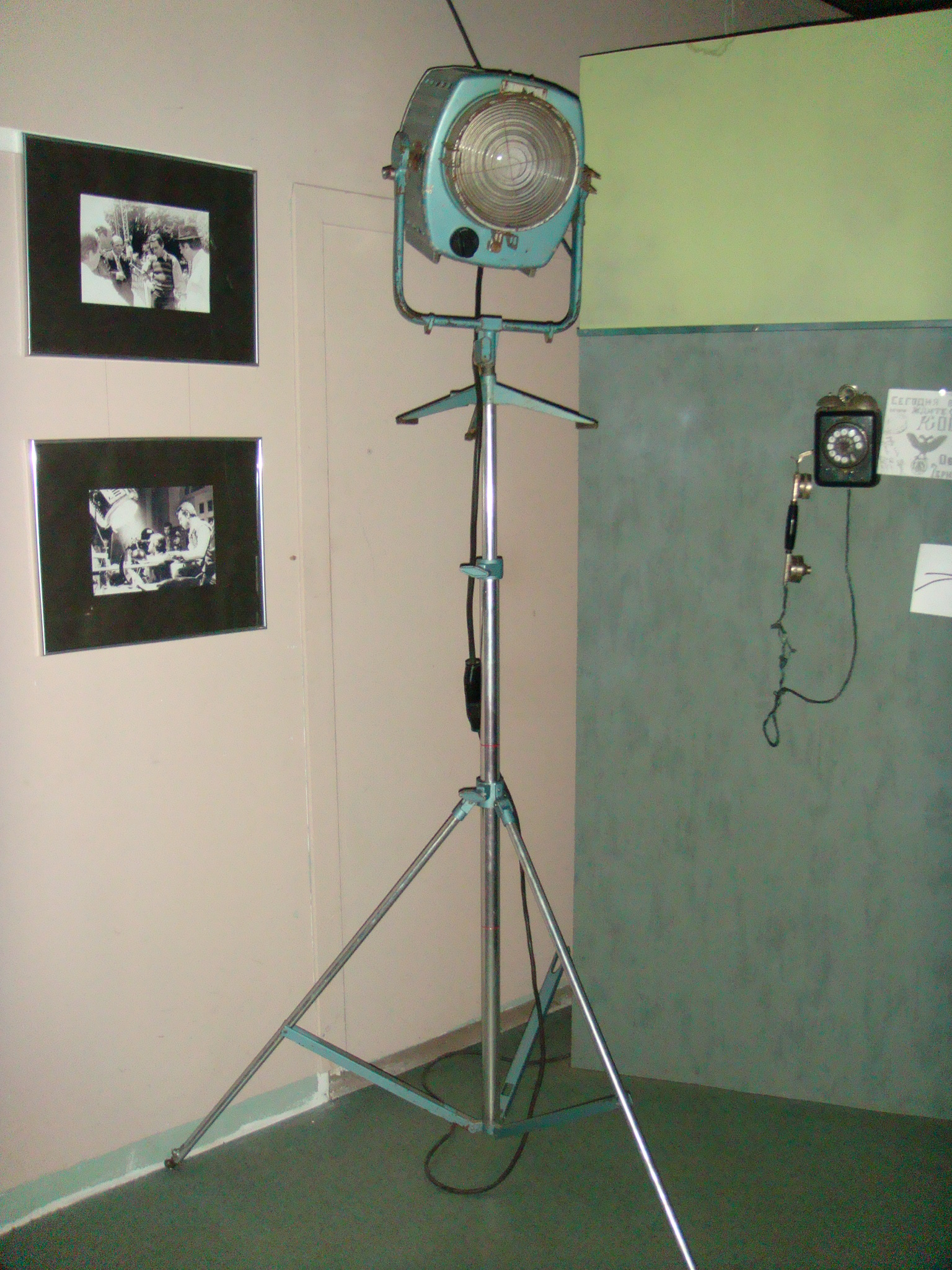
Осветительная техника, использовавшаяся во время съёмок фильма. Экспонат Одесского музея кино

Хотя Высоцкий сразу «застолбил» у братьев Вайнеров роль Жеглова, сценаристы во время обсуждений делали прикидки и в отношении других артистов — к примеру, в качестве возможных претендентов рассматривались Сергей Шакуров и Николай Губенко. Говорухин же, стремясь утвердить на роль капитана МУРа именно Высоцкого, привлёк к кинопробам заведомо проигрывавших ему актёров. Так, в числе кандидатов значились Евгений Стежко, Юрий Кузьменков, Анатолий Поползухин, Леонид Яновский. Евгений Стежко, в фильме исполнявший роль лейтенанта Топоркова, в своих воспоминаниях подтвердил, что заранее был предупреждён Говорухиным перед пробными съёмками на роль Жеглова: «Шансов у тебя никаких, это роль Высоцкого. Просто нужен конкурс». Замысел режиссёра удался — руководство киностудии после знакомства с записями проб признало, что Высоцкий — наиболее убедительный претендент, и утвердило его на роль.
На роль Шарапова Говорухин предполагал пригласить Николая Губенко, но столкнулся с протестом со стороны Высоцкого, считавшего, что у них схожие типажи и близкий актёрский почерк. Пригласили Евгения Герасимова, и хотя ему очень понравился сценарий, до поступления этого предложения актёр уже дал согласие на съемки в фильме «Время выбрало нас» Михаила Пташука, поэтому отказался от роли Шарапова, о чём позже пожалел. Тогда появилась кандидатура Владимира Конкина, поначалу встретившая активное сопротивление со стороны братьев Вайнеров. В их представлении бывший разведчик, сорок два раза ходивший за линию фронта и зачастую возвращавшийся «с языком на плече», не мог выглядеть так, как выглядел Конкин. Но и тут Говорухин оригинально организовал пробы — предложенные им десять альтернативных актёров явно уступали изначальной кандидатуре: они были «похуже и пожиже». Поняв, что такой образ Шарапова «засел навсегда» в голове у режиссёра, а сопротивление этой кандидатуре может разрушить творческий настрой Говорухина, Вайнеры согласились. Уже во время съёмок фильма режиссёр вспомнил про Леонида Филатова: «Это был бы тот Шарапов, какого я хотел с самого начала — не уступающий Жеглову по силе, не пасующий перед ним. Сильному в пару годится только сильный».
На роль Фокса изначально был приглашён Борис Химичев, но в процессе работы выяснилось, что его типаж не устраивает Говорухина. По совету Высоцкого Химичева заменили на Александра Белявского. Фактически без «конкурса» на роль милиционера Соловьёва был утверждён Всеволод Абдулов, находившийся после автомобильной аварии в тяжёлом состоянии. Навестившие артиста в больнице Говорухин и Высоцкий оставили ему сценарий и предложили на выбор любую роль. С трудом (из-за последствий аварии) запоминавший текст роли актёр остановился на Соловьёве. Создать экранный образ Левченко — бывшего фронтовика, ставшего бандитом, — Высоцкий предложил Виктору Павлову: «Соглашайся… роль сделаешь такой, как ты её увидишь». Несмотря на то, что роль была небольшая, Павлов согласился. Ивану Бортнику, не утверждённому на роль Шарапова, Говорухин предложил сыграть роль бандита по кличке Промокашка. Он же пригласил к участию в картине Светлану Светличную. На роль девицы лёгкого поведения Маньки Облигации пробовались Нина Ильина и Наталья Ченчик; Ларисе Удовиченко Говорухин предлагал сыграть милиционера Варю Синичкину. Удовиченко же настояла на роли проститутки, а Наталье Ченчик досталась роль Лже-Ани. Братья Вайнеры видели в роли главаря банды Горбатого Ролана Быкова. Актёр дал согласие и прибыл на пробы в Одессу, но не смог участвовать в съёмках по состоянию здоровья. По предложению второго режиссёра картины Надежды Поповой на эту роль был приглашён Армен Джигарханян.
Скромный бюджет фильма способствовал тому, что для участия в ряде эпизодов режиссёром были задействованы родственники и друзья членов киногруппы: дочь Аркадия Вайнера — Наталья Дарьялова; супруга Говорухина — Юнона Карева; сын Вадима Туманова — Вадим; Аркадий Свидерский — товарищ Высоцкого по школе; Владимир Гольдман — неофициальный администратор Высоцкого; жена Бабека Серуша — Наталья Петрова; сын Марины Влади — Пётр; приятель Высоцкого по Большому Каретному — каскадёр Олег Савосин; администратор Театра на Таганке Валерий Янклович.

### Костюмы, объекты, аксессуары

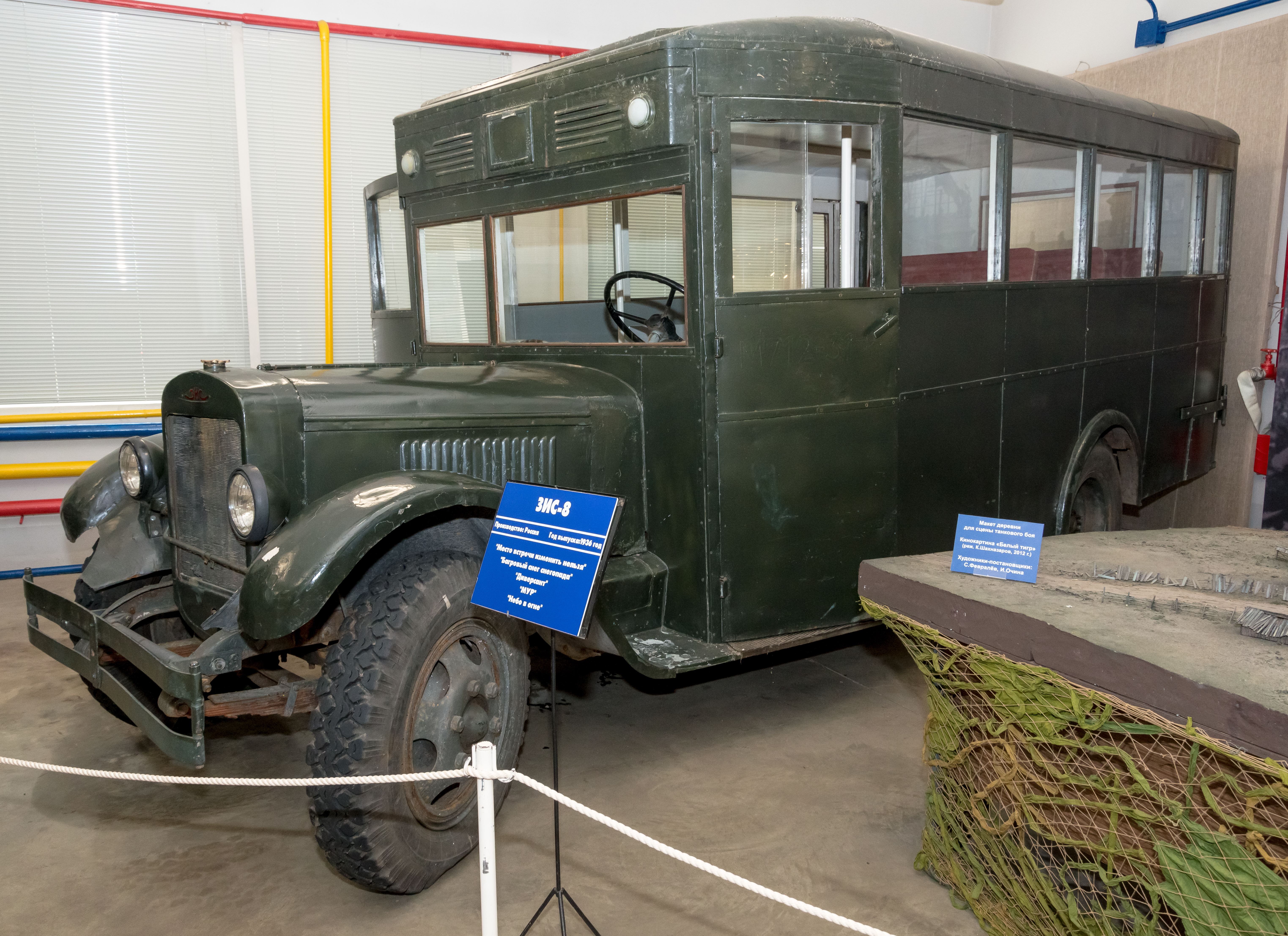
ЗИС-8 «Фердинанд», принимавший участие в съёмках, в музее «Мосфильма»

К началу съёмок многие объекты, упоминаемые в романе и сценарии, утратили приметы времени. Облик Москвы 1970-х годов существенно отличался от образа послевоенной столицы: по Цветному бульвару уже не ходили трамваи, на площади Никитских ворот было построено здание ТАСС. Для создания достоверных пейзажей в фильме приходилось выверять все движения камеры — небольшое отклонение могло разрушить видеоряд. Съёмке каждого натурного эпизода предшествовала длительная работа художников «Места встречи…» — им приходилось прятать признаки нового времени, дорисовывать и декорировать, воссоздавая необходимые картины. Съёмки эпизода «Украденная шуба» проходили в Большом театре и были осложнены особым режимом охраны этого объекта. Отделение милиции № 17, куда доставили задержанного Кирпича, снималось на базе московского особняка на пересечении Садового кольца с Олимпийским проспектом. В роли ресторана «Астория» выступал ресторан «Центральный» на улице Горького. Некоторые столичные объекты снимали в Одессе — к ним относятся «московские проходные дворы», где происходит часть погони, а также ограбленный склад и бильярдная (в приморском парке им. Шевченко). Дворец культуры работников милиции, показанный в картине, был «комбинированным» объектом: часть съёмок прошла в московском ДК «Правда», а часть — в Одесском доме офицеров.
Остальные декорации — коммунальная квартира, где жил Шарапов, подвал магазина, квартира Ларисы Груздевой, кабинеты МУРа — были построены в павильонах Одесской киностудии. Одним из исключений стала сцена допроса Ручечника Жегловым: она снималась в интерьерах «купеческой квартиры» (ул. Горького, 46), где в школьные годы Высоцкого размещался театральный кружок, возглавлявшийся актёром и режиссёром Владимиром Богомоловым. В киногруппе скрупулёзно создавали среду и образ будущей картины, готовили реквизит, соответствующий эпохе, вплоть до кускового сахара и длинных ситцевых трусов, в которые были облачены персонажи. Одежду для своего героя Высоцкий подбирал сам. На костюмерном складе Одесской киностудии с помощью художника по костюмам Акимовой им были выбраны брюки-галифе, сапоги, пиджак, рубашка-апаш, джемпер в полоску, кожаное пальто и шляпа. По словам Аркадия Вайнера, облачение Жеглова по стилистике напоминало одежды киногероя Аль Пачино в одном из фильмов, нравившемся Высоцкому.
В роли хлебного автофургона, в котором передвигались бандиты, снималась «машина-памятник» — «ГАЗ-АА» 1940-х годов — съёмочная группа позаимствовала её «с пьедестала в „Мосхлебтрансе“». Автомобиль входил в число первых фургонов, начинавших развозить хлеб в Москве. Машина находилась в плохом техническом состоянии, и сцена её проезда во время погони перед поездом снималась с определённым риском. Грузовик «Студебеккер» был получен на студии «Мосфильм». Машина в кадре передвигалась на буксире — из оборудования в ней работали только тормоза. Для съёмок эпизода падения в реку грузовик разгоняли с помощью толкача «под горку». «Мосфильмом» же был предоставлен и автобус ЗИС-8 по прозвищу «Фердинанд», выступавший в роли основного средства передвижения сотрудников МУРа.

## Съёмки

### Режиссёрская работа

Фрагмент съёмок первой серии фильма — сцена с убийством Васи Векшина

Съёмки начались 10 мая 1978 года. В тот же день жена Высоцкого — Марина Влади — обратилась к Говорухину с просьбой найти на роль Жеглова другого артиста. Об этом попросил Станислава Сергеевича и сам Высоцкий, который объяснил, что погружение в многосерийный проект отнимет у него слишком много сил: «Пойми, мне так мало осталось, я не могу тратить год жизни на эту роль!» Режиссёр наотрез отказался менять исполнителя, но пообещал, что если у Высоцкого возникнет необходимость взять длительную паузу, студия пойдёт ему навстречу. Щадящий режим, созданный для актёра в киногруппе, позволил ему не прерывать театральную деятельность, выступать с концертами и совершать путешествия, в том числе по дальним маршрутам — на Таити, в Северную Америку. По словам киноведа Любови Аркус, если бы Жеглова сыграл другой артист «с отрицательным обаянием», на экраны вышел бы просто добротный детектив, «дежурный десерт телепрограммы».

Но С. Г. [Станислав Говорухин] решился на парадокс, на рискованный оксюморон: такой Жеглов, каким он придуман и сделан в «Месте встречи…», своевольно смешал карты, нарушил расклад, создал поле, в котором завихрились непредсказуемые смыслы. Оправдывает ли цель затраченные на её достижения средства? Детективный роман братьев Вайнеров предполагал однозначно отрицательный ответ, фильм С. Г. от него уклонился. — Любовь Аркус
Киноведы отмечали, что отдельные персонажи были прописаны в сценарии весьма поверхностно. Тем не менее точный выбор исполнителей, а также режиссёрская драматургия позволили практически каждому из актёров создать закадровую биографию своего героя. В результате детективный сюжет картины перемешался с элементами психологической кинодрамы. Так, собственную заэкранную историю имеют попавший в бандитскую среду фронтовик Левченко, тяготеющая к «двусмысленным романам» бывшая любовница Фокса Ирина Соболевская, ценящий жизненные удовольствия вор Копчёный, откровенный индивидуалист с хозяйственной хваткой — милиционер Соловьёв. Даже в образе главаря «Чёрной кошки» Горбатого просматриваются не только бандитская жестокость, но и человеческие пристрастия: он дорожит мнением своей спутницы Клаши и сознаёт ответственность за находящуюся рядом с ним «шатию-братию».
Съёмочный график был выстроен весьма жёстко. Как вспоминал оператор Леонид Бурлака, если для прокатного кино дневная норма составляла 25 отснятых метров плёнки, то для телевизионного фильма она была выше почти в три раза. Поначалу работа Говорухина встретила протест со стороны братьев Вайнеров, которых не устроили сценарные изменения, сделанные режиссёром. Конфликт привёл к тому, что их фамилия была исключена из титров — в качестве автора сценария там значился некий Станислав Константинов. Позже Вайнеры вернули информацию о своём авторстве в картину, причём переснимать титры им пришлось за свой счёт. В 1984 году в интервью одной из одесских газет писатели отметили, что «талантливая работа С. Говорухина сделала „Место встречи изменить нельзя“ одним из самых серьёзных кинодетективов на нашем экране».

### Высоцкий как постановщик

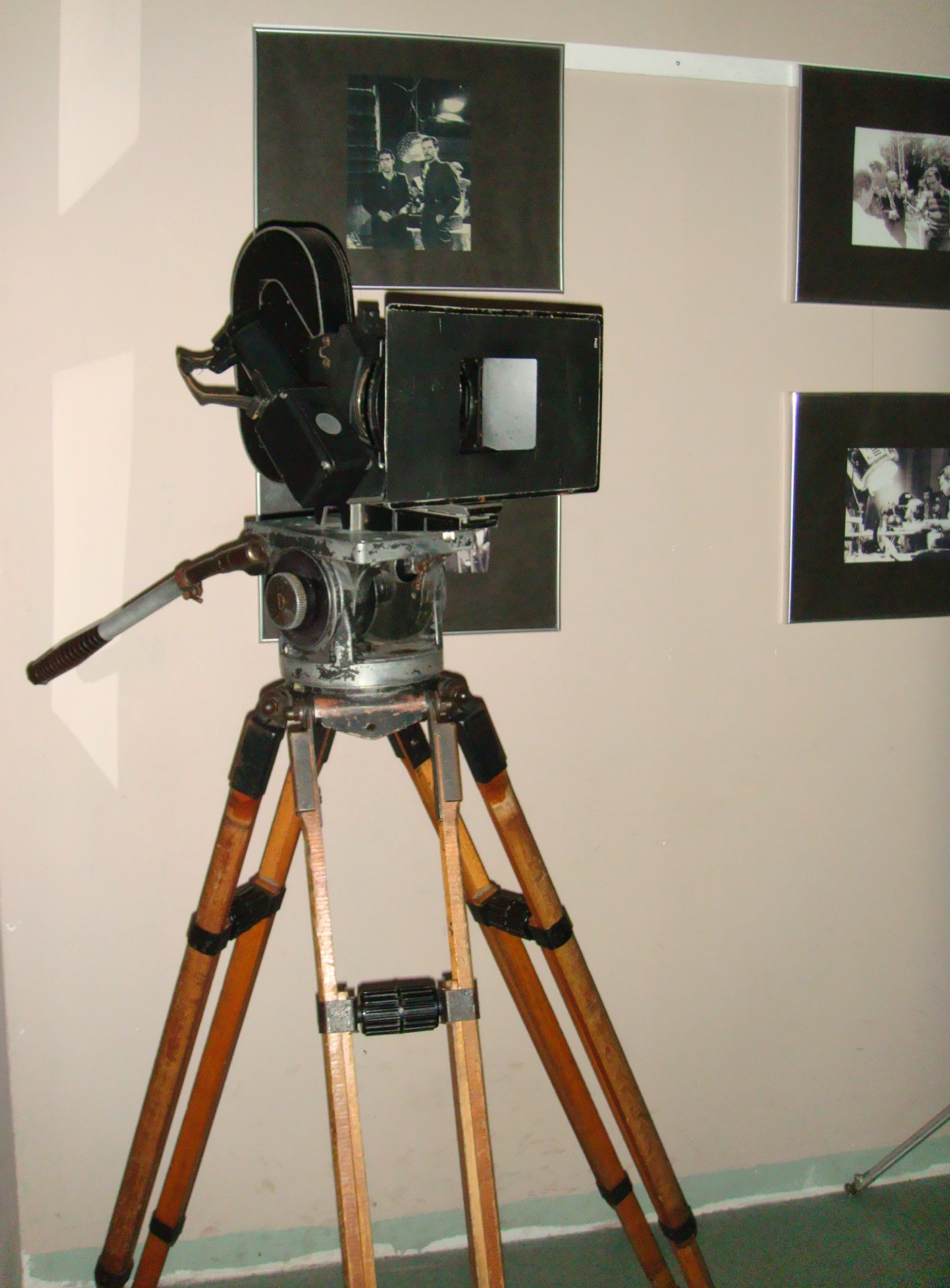
Операторская техника, использовавшаяся во время съёмок. Экспонаты Одесского музея кино

В июне 1978 года Говорухин уехал на кинофестиваль в ГДР. Во время его отсутствия функции постановщика были возложены на Высоцкого, с которым режиссёр предварительно обсудил все детали — от концепции снимаемых эпизодов до мизансцен. Предполагалось, что четырёхсот метров плёнки Высоцкому хватит на неделю, однако он снял всё запланированное за четыре дня. По воспоминаниям заместителя директора «Места встречи…» Владимира Мальцева, организационная манера Высоцкого кардинально отличалась от говорухинской. Станислав Сергеевич — «барственный, медлительный», не расстававшийся с трубкой, — тяготел к неспешному творческому процессу, при котором идеи порой рождались прямо на съёмочной площадке. У Высоцкого был иной подход — он требовал, чтобы к началу съёмочной смены все службы киногруппы, от осветителей до костюмеров, были полностью готовы к работе. Задачи он ставил чётко, репетиции проводил быстро и снимал, как правило, с одного-двух дублей. Как вспоминал позже Говорухин, киногруппа, постоянно пребывавшая в «лёгком производственном напряжении», встретила вернувшегося режиссёра словами: «Он [Высоцкий] нас замучил!»
Высоцкий самостоятельно снял эпизоды, связанные с опознанием Фокса и допросом Шараповым врача Груздева, а также сцену с участием погибшего оперативника Васи Векшина. Евгений Леонов-Гладышев, сыгравший Векшина, рассказывал, что Высоцкий предложил облачить его героя в белое офицерское кашне, которое в послевоенные годы носила молодёжь, не попавшая на фронт (эти кадры в фильм не вошли). Исполнительница роли Желтовской Юнона Карева признавалась, что ей, не имевшей кинематографического опыта, было сложно находиться перед камерой, и только собранность Высоцкого помогла актрисе справиться с волнением. Однако Говорухин, возвратившись с кинофестиваля, остался не слишком доволен отснятым материалом: «Станиславу Сергеевичу не нравилось всё — как я хожу, как я говорю, как и во что меня одели». Сам же Говорухин утверждал, что в некоторых снятых Высоцким кадрах чувствовалась «театральная режиссура»; тем не менее эти эпизоды вошли в фильм: «У нас не было времени что-то переснимать, да и не было необходимости».

Высоцкий, так случилось, в большинстве сцен, в которых я снимался, был режиссёром... <...> Поэтому я наблюдал Высоцкого, как говорится, в двух ипостасях одновременно. И мне кажется, он замечательно с этим справлялся. Это поднимало его дух, он был контактен, очень легко шёл на компромиссы.— Сергей Юрский

### Трюки, дублёры и каскадёры
В ряде эпизодов фильма актёров заменяли дублёры и каскадёры. Во время съёмок сцены в бильярдной, где Жеглов разговаривает с Копчёным, выяснилось, что ни Высоцкий, ни Куравлёв прежде не играли в бильярд и не умели правильно держать кий, поэтому все удары за них выполнял один из местных мастеров — серебряный призёр Кубка СССР по бильярду Владимир Иванов по прозвищу Фриц. Эпизод, в котором Шарапов исполняет в логове бандитов 2-й этюд Шопена (ор. 25, № 2, фа минор, presto) и «Мурку», также снимался с дублёром — Конкин не помнил на память мелодии и мог их воспроизвести только после дополнительных репетиций. Вместо него на пианино играла музыкальный редактор студии Галина Бурименко, в кадре — её загримированные руки.
Погоня за Фоксом снималась двадцать дней, пока Высоцкий находился в отъезде. Сцену стрельбы через разбитое окно с его участием снимали позже отдельно. Разбивая шестимиллиметровое стекло автобуса, актёр ощутимо травмировал руку, порезав участок от мизинца до запястья: «Если присмотреться, это даже в кадре видно, но в суматохе никто не обратил внимания. Зато после команды: „Стоп!“ кровь у него лилась прямо с локтя и залила сиденье автобуса». Трюк с падением «Студебеккера» в реку выполняли каскадёры Владимир Жариков и Олег Федулов. Грузовик, пробив решётку ограждения реки, неожиданно перевернулся и упал в воду крышей кабины. Машина незапланированно погрузилась в плотный слой ила, и её двери оказались заклинены. Это помешало каскадёрам быстро вынырнуть. Они, по словам главного оператора фильма Леонида Бурлаки, вынуждены были пробивать ил, и первый из исполнителей трюков появился на поверхности лишь через сорок секунд — членам съёмочной группы показалось, что эта неполная минута по напряжённости была сопоставима с часами ожидания. На следующий день с помощью крана удалось вытащить из воды «студебеккер»: «Не могли же мы оставить в реке имущество „Мосфильма“». Каскадёрскую часть сцен с официанткой, чьим телом Фокс выбивал окно в «Астории», и сбитой автомобилем регулировщицей также выполнял Владимир Жариков.

### Музыка
Я не спел вам в кино, хоть хотел,
Даже братья меня поддержали:
Там, по книге, мой Глеб где-то пел,

И весь МУР все пять дней протерпел,
Но в Одессе Жеглова зажали…
Основная музыкальная тема в «Месте встречи…» была создана композитором Евгением Геворгяном и его братом — контрабасистом Андреем. Задачи, поставленные Говорухиным перед братьями Геворгянами и музыкальным редактором фильма Галиной Бурименко, режиссёр связывал с воссозданием атмосферы времени: необходимо было, с одной стороны, ввести в контекст ленты «затаённый, вкрадчивый» инструментальный мотив; с другой — подобрать популярные в послевоенную пору песни и танцевальные мелодии (в частности, фокстроты), которым надлежало звучать фоном в тех или иных эпизодах.
Высоцкий предлагал использовать в картине свои собственные произведения — речь идёт о таких песнях, как «День рождения лейтенанта милиции в ресторане „Берлин“» («Побудьте день вы в милицейской шкуре…»), «О конце войны» («Сбивают из досок столы во дворе…»), «Баллада о детстве». Ни одна из них в фильм не вошла. По одним данным, актёр сам отказался от их исполнения, потому что счёл, что в этом случае капитан Жеглов рискует превратиться во Владимира Высоцкого; по другим — идея с песнями была отвергнута Говорухиным, решившим, что произойдёт разрушение и общей драматургии, и образа героя. Тем не менее в одном из эпизодов Жеглов спел фрагмент песни Александра Вертинского «Лиловый негр», перемежая текст произведения репликами, обращёнными к Шарапову.

Кстати, успех этой роли — да, пожалуй, и всей картины — во многом был обеспечен тем, что Высоцкий как бы сыграл в ней собственные ранние годы, атмосферу собственных первых песен, с теми же самыми «уголовными элементами», которыми была полна послевоенная Москва. В этом смысле Жеглов очень органично вписался в поэтические интересы «позднего» Высоцкого с его лирической «мемуаристикой».— Анатолий Кулагин

### Монтаж и озвучивание
Оценка качества плёночного материала производилась непосредственно во время съёмок — цех обработки плёнки работал круглосуточно, проверяя, чтобы отснятый материал не содержал брака. При этом декорации сохранялись и группа актёров не отзывалась со съёмочного объекта до тех пор, пока отдел технического контроля не подтверждал, что качество рабочих позитивов соответствует требованиям, а значит, пересъёмка не нужна. В то же время, по свидетельству Людмилы Поповой (начальника цеха обработки плёнки), небольшая часть удачных дублей удалялась Говорухиным ещё на стадии просмотра из соображений общего метража.
Несмотря на исключение ряда сцен, отснятого материала в итоге было получено на семь полных серий. По требованию председателя Гостелерадио Сергея Лапина уже почти готовую картину сократили до 5-серийного формата. Для сохранения общей драматургический логики создатели фильма удаляли не отдельные сюжетные линии, а небольшие разрозненные фрагменты; часть «сверхпланового материала» удалось сохранить за счёт увеличения длительности серий; другая часть вырезанных кадров использовалась в качестве фона для начальных титров, предваряющих ту или иную серию. По воспоминаниям оператора Леонида Бурлаки, почти всё, что отсняла киногруппа, в результате вошло в фильм. Из значимых сцен был удалён только пролог — от его включения в картину отказался сам Говорухин, решивший, что основной посыл, содержавшийся в небольшом эпизоде без слов, и без того понятен в контексте сюжета. Пролог содержал фронтовые кадры, в которых Левченко и Шарапов совершают вылазку за линию фронта с целью захвата языка (роль военнопленного исполнял сын Марины Влади). По мнению Владимира Конкина, эпизод мог развеять сомнения зрителя в возможностях командира разведроты Шарапова «тащить кого-то на себе».
Работа по озвучиванию (тонировке) фильма была длительной и кропотливой. По свидетельству звукорежиссёра Анны Подлесной, сцена в ресторане «Астория» озвучивалась в дневное время перед вечерними съёмками в течение примерно двух недель и заняла несколько полных рабочих смен. Во время озвучивания Высоцкий предпочитал работать один даже в парных сценах, считая, что партнёры могут его сбивать. Говорухин в своих воспоминаниях утверждал, что тонировка Высоцкого заняла месяц и была затруднена тем, что Высоцкий «уже прожил роль Жеглова», а потому технически сложная, не творческая работа по озвучиванию выполнялась им с колоссальным напряжением. Звук фильма в те времена записывался на отдельной от изображения плёнке и так же, как и фильм, занимал семь рулонов плёнки для каждой серии, общей длиной около двух километров.

### Деятельность консультантов МВД
Наше телевидение требовало резко:
Выбросить слова «легавый», «мусор» или «мент»,
Поменять на мыло шило, шило — на стамеску,

А ворьё переиначить в «чуждый элемент»
Консультантами фильма были назначены генерал-лейтенант Константин Иванович Никитин, в то время заместитель министра внутренних дел СССР Щёлокова, и Вадим Григорьевич Самохвалов — начальник штаба МВД СССР. По свидетельству братьев Вайнеров, их поддержка помогла утвердить Высоцкого на роль Жеглова. Ещё на этапе знакомства со сценарием Никитин потребовал, чтобы воровской жаргон был исключён из диалогов («Так в милиции не говорят! никакой фени!»), но Говорухин его многочисленные замечания «старательно не учёл». Перед непосредственной сдачей картины Никитин скончался; ему на смену пришёл первый заместитель начальника главного следственного управления МВД генерал-майор Владимир Петрович Илларионов. Познакомившись с Высоцким ещё во время съёмок фильма, Илларионов часто консультировал актёра в своём кабинете в здании следственного управления (улица Дзержинского, 11), предоставлял ему альбомы из своей коллекции, книги о тюремном и воровском жаргоне. Не исключено, что только благодаря ходатайству консультантов создатели картины смогли снять эпизод с поимкой Ручечника в Большом театре. В ту пору это был объект с особым режимом охраны, съёмки в котором разрешались лишь в исключительных случаях.
В 1960-х годах в советском обществе ещё свежи были воспоминания о ежовском и бериевском правлении в органах внутренних дел. Нежелание ассоциироваться с «наследием мрачных времён» стало одной из причин, по которой Высоцкий наотрез отказался носить в фильме милицейскую форму. Единственный эпизод, когда он появился в кителе («Вот, Шарапов, моя домашняя одежда, нечто вроде пижамы»), был снят по личной просьбе министра внутренних дел. По утверждению Илларионова, Высоцкий после успеха «Места встречи…» задумывался о продолжении фильма. Побывав в архиве МВД, актёр подобрал дело, чтобы рассказать об ордене Красной Звезды, который носит его герой в картине:

Зимой 1942 года из Свердловска в голодную Москву шёл эшелон с продуктами. Его охраняла группа работников НКВД во главе с капитаном. Были получены оперативные данные, что на эшелон, прибывший на станцию Лихоборы, возможно нападение вооружённой банды. Решили при маневрировании вывести вагоны с продуктами, а на их место поставить состав с усиленной охраной. Но произошла какая-то накладка. Небольшой группе пришлось принять неравный бой с бандитами. Впоследствии раненого в перестрелке капитана наградили тем же орденом, что и Жеглова.

## Сдача и выход картины
Скоропостижная смерть консультанта МВД генерал-лейтенанта Константина Никитина несколько осложнила сдачу картины, поскольку члены принимающей комиссии, пришедшие вместо него, выдвинули свои претензии: «Вы с ума сошли? Хотите, чтобы весь Союз неделю говорил о ворах и проститутках?» Возникла неоднозначная ситуация: фильм открыто не запретили и в то же время не приняли. Тем не менее после некоторой паузы Центральное телевидение включило ленту в сетку вещания, приурочив премьеру ко Дню милиции. Показ 1-й серии состоялся 11 ноября 1979 года по первой программе.
По свидетельству Станислава Говорухина, находившегося в тот момент в Севастополе, выход очередной серии «Места встречи…» стал фактически причиной срыва массового праздника: «Народ проигнорировал городское мероприятие и сидел у телевизоров». Первые зрительские отклики начали поступать сразу после премьеры. Так, в редакцию газеты «Советская культура» пришло обстоятельное письмо от А. П. Сушко из Ворошиловградской области. Автор письма сообщал, что с каждой новой серией популярность ленты «неописуемо возрастала»:

Последнюю серию у нас на шахте в общей нарядной смотрела почти вся смена по окончании рабочего времени. Отложив в сторону все свои дела, в том числе и личные, не считаясь с усталостью, люди с нетерпением ждали финальной части.

## Персонажи

### Глеб Жеглов и Владимир Шарапов

#### Герои-соперники

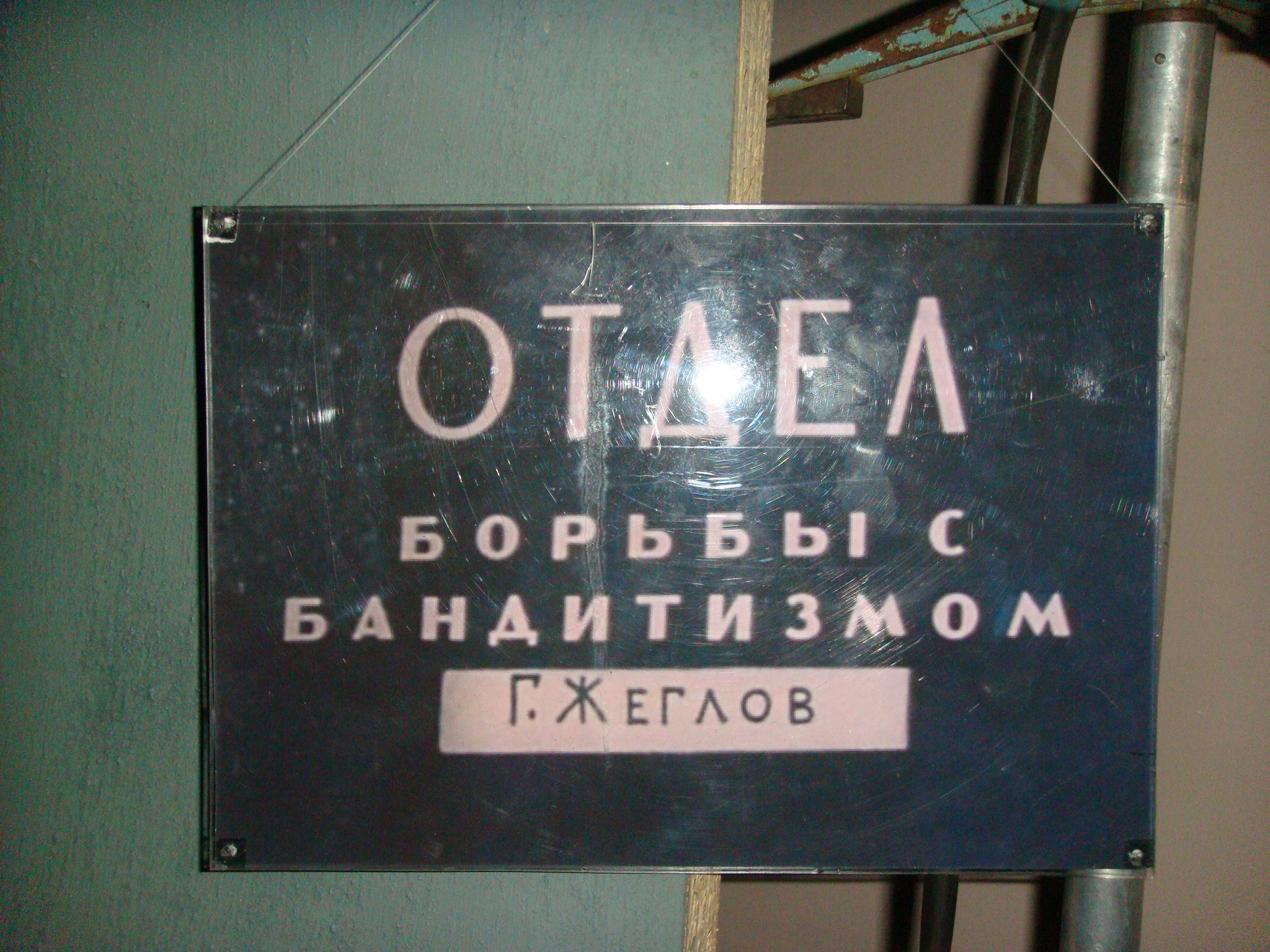
Табличка на двери кабинета Жеглова. Экспонат Одесского музея кино

Памятник Жеглову и Шарапову на ступенях Петровки, 38

В начале фильма общую тональность, воспроизводящую атмосферу в послевоенной Москве, задаёт песня «Дорога на Берлин» в исполнении Леонида Утёсова. Именно с этим настроением — в предвкушении безграничного праздника — направляется на службу в МУР молодой фронтовик Владимир Шарапов (Владимир Конкин). Однако ожидание чуда, сопровождающее нового сотрудника при входе в кабинет с табличкой «Отдел борьбы с бандитизмом», сразу сменяется лёгким недоумением: герой становится жертвой «мюнхгаузенского» розыгрыша, устроенного ему штатным муровским фотографом Гришей по прозвищу Шесть-на-девять, которого Шарапов принимает за Жеглова. Тот появляется чуть позже — «внезапно, как вихрь», эффектно и артистично. Первая же фраза, произнесённая им в момент знакомства («Жеглов моя фамилия»), звучит почти как вызов всему миру.
Двух героев многое объединяет, но в целом они разные. Шарапов — коренной москвич; Жеглов провёл детство в деревне, а в отрочестве, вероятно, беспризорничал («Я вот таким пацаном был — под котлами ночевал, в каких асфальт варят»). Шарапов живёт в просторной, по послевоенным столичным меркам, комнате, обставленной старой добротной мебелью; Жеглов, не имеющий собственного угла, обитает в общежитии. В Шарапова влюблена «правильная девочка» Варя Синичкина; у Жеглова нет ни жены, ни невесты; единственное его появление с дамой происходит на милицейском вечере, когда капитан, спускаясь по лестнице под руку со своей спутницей, с трудом скрывает торжество — «и он не хуже других». В одном из эпизодов Шарапов называет Глеба «бездомным человеком»; искусствовед Борис Тулинцев уточняет, что Жеглов «больше, чем бездомный — бесприютный, и это непоправимо». Напевая песню Вертинского «Лиловый негр», герой словно иронизирует над несбыточными мечтами о празднично-экзотической биографии, потому что его собственная жизнь — это нескончаемое общение с преступниками, проверка злачных мест, стрельба и погони.
Сближение Жеглова и Шарапова происходит быстро; позже герои столь же стремительно отдаляются друг от друга. Шарапов, поначалу выступающий в роли старательного ученика, вскоре превращается в друга-соперника. Уроки Жеглова Владимир не воспринимает как догму — он замечает ошибки и огрехи своего начальника и стремится их исправить. Фактически новичок Шарапов — единственный персонаж, который осмеливается оспаривать доводы и решения Глеба Егоровича; для Жеглова, привыкшего считать себя всегда и во всём правым, подобные отношения неприемлемы: «Жеглов в этом мире — один-единственный, он не способен сойтись ни с кем, и любовь к нему его соратников, и восхищение его дерзостью и отвагой сочетаются с немалым страхом и трепетом».
В картине есть по меньшей мере два эпизода, в которых Жеглов выглядит по-настоящему страшным. Так, в момент спора с Шараповым, считающим, что работники МУРа не имеют права шельмовать (речь идёт о подброшенном кошельке при задержании Кирпича), разгневанный Жеглов в ответ приводит свои жёсткие примеры: «Это ведь ты вынимал из петли женщину, мать троих детей, у которых такой вот Кирпич вынул последние деньги?» Действие второго эпизода происходит после провала засады в Марьиной роще. Ночью герои выпивают за столом коммунальной кухни, и когда сосед Шарапова, Михаил Михайлович Бомзе, начинает рассуждать о человеколюбии и грядущей «эре милосердия», Глеб тяжёлым мутным голосом произносит: «Милосердие — поповское слово». Жеглов не может ждать «прекрасного далёка», он существует только в настоящем, тогда как для Шарапова «эра милосердия» — отнюдь не абстракция: Владимир психологически гораздо ближе к неведомому гуманному миру, чем его коллега. Подтверждением этого являются финальные кадры фильма, в которых вернувшегося после спецоперации Шарапова ждут любимая девушка и малыш-найдёныш (по мнению Бориса Тулинцева, эта сцена — «символ светлого будущего» — является фальшивым включением в детективную канву картины).

Этот фильм отразил двусмысленность наших понятий о добре и споров о справедливости. <...> Двусмысленность была и в том, что бездомный в сущности человек яростно защищает чей-то чужой дом и покой, которых лично для него не существует. 

#### Возможные прототипы
Писатель Пётр Вайль утверждал, со ссылкой на Георгия Вайнера, что в образе Жеглова воплотились черты человека, работавшего в МУРе в 1960-х годах, — Станислава Жеглова. Прототип Шарапова — Владимир Арапов — до войны учился на машиностроительном факультете. В военные годы он — на общественных началах — участвовал в деятельности бригады содействия милиции, попал в поле зрения муровцев и был приглашён работать на Петровку, 38. В начале 1950-х годов Арапов участвовал в поимке банды Ивана Митина, позже преподавал в Школе милиции; в отставку ушёл в звании генерал-полковника. По воспоминаниям Арапова, Митин и члены его группировки после ареста вели себя «по правилам профессиональных преступников»: они не отказывались от очевидных улик и не пытались выторговать у милиции поблажку.

#### Актёрская работа
Актёрская работа Высоцкого получила неоднозначные оценки современников. Так, его товарищ Анатолий Утевский не исключал, что точное попадание в образ Жеглова связано с тем, что в юношеские годы Владимир не раз появлялся на Петровке в качестве «экскурсанта». Утевский, будучи студентом юридического факультета МГУ, проходил в МУРе практику и время от времени брал Высоцкого на следственные мероприятия. Искусствовед Наталья Крымова отмечала, что актёру в этом фильме не требовался грим: «Все приметы, признаки, интонации для этой роли были изучены им не хуже, чем когда-то в Художественном театре изучали „дно“ те, кто отправлялся для этого на Хитров рынок». По данным Бориса Тулинцева, первая реплика, с которой Высоцкий вышел на сцену Театра на Таганке в спектакле «Добрый человек из Сезуана», звучала яростно: «Не человек — нож», и эта «экстатическая одержимость» в дальнейшем сопровождала всё творчество артиста, в том числе в фильме «Место встречи…» Из числа актёров, участвовавших в картине, работу Высоцкого не принял исполнитель роли Горбатого — Армен Джигарханян, считавший, что как личность тот «огромен», однако истинным его призванием были стихи, а не лицедейство.
Владимир Конкин, работа которого встретила резкое неприятие со стороны братьев Вайнеров, был, по мнению киноведа Анны Блиновой, весьма неплох в роли «молодого справедливого муровца, с лирическим чувством к милой Синичкиной, с военным, мужским бесстрашием». При этом сам Конкин вспоминал о съёмках как об одном из наиболее тяжёлых жизненных периодов — по его словам, неприязнь со стороны ряда членов киногруппы была столь откровенной, что он собирался даже отказаться от съёмок: «Трения возникали буквально на ровном месте, — он [Высоцкий] был постоянно не согласен с моей игрой. <…> Честно скажу, ссору из-за подкинутого Кирпичу кошелька нам было играть легче лёгкого. Наше „не сошлись характерами“ работало на нас. Тут уж мы дали волю своим эмоциям».
Кинокритик Всеволод Ревич считал, что главная удача фильма — это роль Владимира Высоцкого. Критик называл неправомерным вопрос о том, является ли его персонаж положительным или отрицательным, и писал, что «мастерство, проявленное Высоцким, в том и состоит, что его Жеглов всегда искренен, что противоречивые черты присутствуют в характере героя одновременно и словно вытекают друг из друга». По мнению Ревича, на фоне Жеглова Шарапов в исполнении Конкина внеисторичен и неубедителен.
Съёмочный день Высоцкого, не имевшего ни званий, ни государственных наград, оплачивался на первых порах по невысокой шкале — тринадцать рублей. Позже — благодаря ходатайствам братьев Вайнеров — ставка была повышена: согласно расчётной ведомости Одесской киностудии, Высоцкому стали платить сорок два рубля за смену; Конкину, имевшему в ту пору звание «Заслуженный артист Украинской ССР», — пятьдесят два. В то же время существует документ от 15 июня 1978 года, направленный Государственным комитетом по кинематографии директору студии Геннадию Збандуту, о необходимости «установить артисту Высоцкому В. С. ставку киноактёра высшей категории первой группы, то есть 50 рублей за съёмочный день, на период производства фильма».

### Банда «Чёрная кошка»
… Вот в сценарии читаю: «Фокс входит в ресторан и звериным чутьём понимает, что здесь ловушка». — Как, скажите, сыграть звериное чутьё? <…> Он [Говорухин] сказал невозмутимым тоном в свойственной ему манере английской неторопливой, размеренной речи: «Что тут сложного, Саша? Уйдёшь через окно, и все поймут, что у тебя звериное чутьё…»
В банде Ивана Митина, история которой легла в основу сюжета, формального главаря не было; участники группировки считали, что ответственность за все деяния они должны делить поровну. В фильме фактическим руководителем «Чёрной кошки» является Карп по кличке Горбатый — монолитная, цельная личность, несущая в себе тяжёлую, давящую энергетику. В отличие от некоторых других представителей уголовной среды Горбатый лишён романтических черт — для него не существует сомнений в ситуациях, когда нужно «отправить на небо» очередную жертву. Армен Джигарханян при создании образа Карпа свёл эмоции к минимуму: лицо его персонажа малоподвижно, а глуховатый голос практически лишён интонационных перепадов. Опасность, исходящая от Горбатого, создаётся актёром без выраженных внешних переживаний; в эпизодах с его участием нет даже музыкального фона, который мог бы подчеркнуть драматизм действия в логове бандитов. Лишь в финальных сценах, когда «Чёрная кошка» оказывается в ловушке, устроенной Жегловым, голос Карпа обретает интонационную окрашенность — за его вкрадчивостью прячутся предельное напряжение и страх.
Александр Белявский, воплотивший в картине образ Фокса, признавался, что поначалу не мог понять суть своего персонажа. Рисунок роли обрёл определённые очертания лишь после того, как Высоцкий посоветовал актёру: «Ты играй не бандита, а человека, который очень себя уважает». Фокс — это почти оборотень: за его внешней импозантностью, статью и щеголеватостью скрывается «жестокий, пластичный зверь». На репутацию персонажа, способного входить в доверие к женщинам, «работают» и воспоминания его бывшей любовницы Ирины Соболевской, которая рассказывает о герое-ловеласе с затаённой болью.
Татьяна Ткач, исполнившая роль подруги Фокса Ани, вспоминала о своей героине как о женщине, которая, с одной стороны, явно склонна к авантюрам; с другой — совершает «неблаговидные поступки» из любви к мужчине и, вероятно, под его давлением. Даже само появление Ани в банде было связано только с её желанием находиться рядом с Фоксом, считает Ткач. При этом актриса ни разу не пересекалась с Белявским на съёмочной площадке; их первая встреча произошла спустя много лет после выхода «Места встречи…». Создательница другого женского образа из «Чёрной кошки» — Валерия Заклунная, сыгравшая Клашу, — рассказывала, что, прочитав присланный режиссёром сценарий, поначалу не могла определить, какая роль предназначена в детективной истории именно ей. Говорухин при встрече с актрисой весьма убедительно объяснил, что Клаша — это фактически главный персонаж картины: «Банду придумала, дела разрабатывала, и никто её не поймал».
Небольшая роль фронтовика Сергея Левченко, ставшего участником «Чёрной кошки», относится к числу ключевых — история этого персонажа несёт особую смысловую нагрузку, которая необходима «для понимания общего строя картины». По словам искусствоведа Татьяны Москвиной, судьба героя, сыгранного Виктором Павловым, «прочитывается» уже при первом его появлении в кадре: «Как только Левченко-Павлов повернул голову и мы увидели эти огромные, скорбные, умные глаза, было понятно: на лице у этого человека роковая печать, он обречён». Воплотить волю «беспощадного рока» надлежит Глебу Жеглову, который в финале фильма застрелил убегавшего Левченко.
Роль бандита по прозвищу Промокашка в сценарии была прописана одной фразой: «Возникает молчаливый парень в шестиклинке». За счёт импровизаций Ивана Бортника в картине появился весьма колоритный персонаж, реплики которого («Не-не, фраерок! Полный!», «Собака лаяла на дядю-фраера», «Давай-давай, сбацай чего-нибудь», «Вова! Вова, открой» и другие) вошли в сборник крылатых фраз и афоризмов. Работу Бортника киновед Дмитрий Савельев назвал «одним из лучших актёрских соло в фильме».

### Другие представители уголовной среды

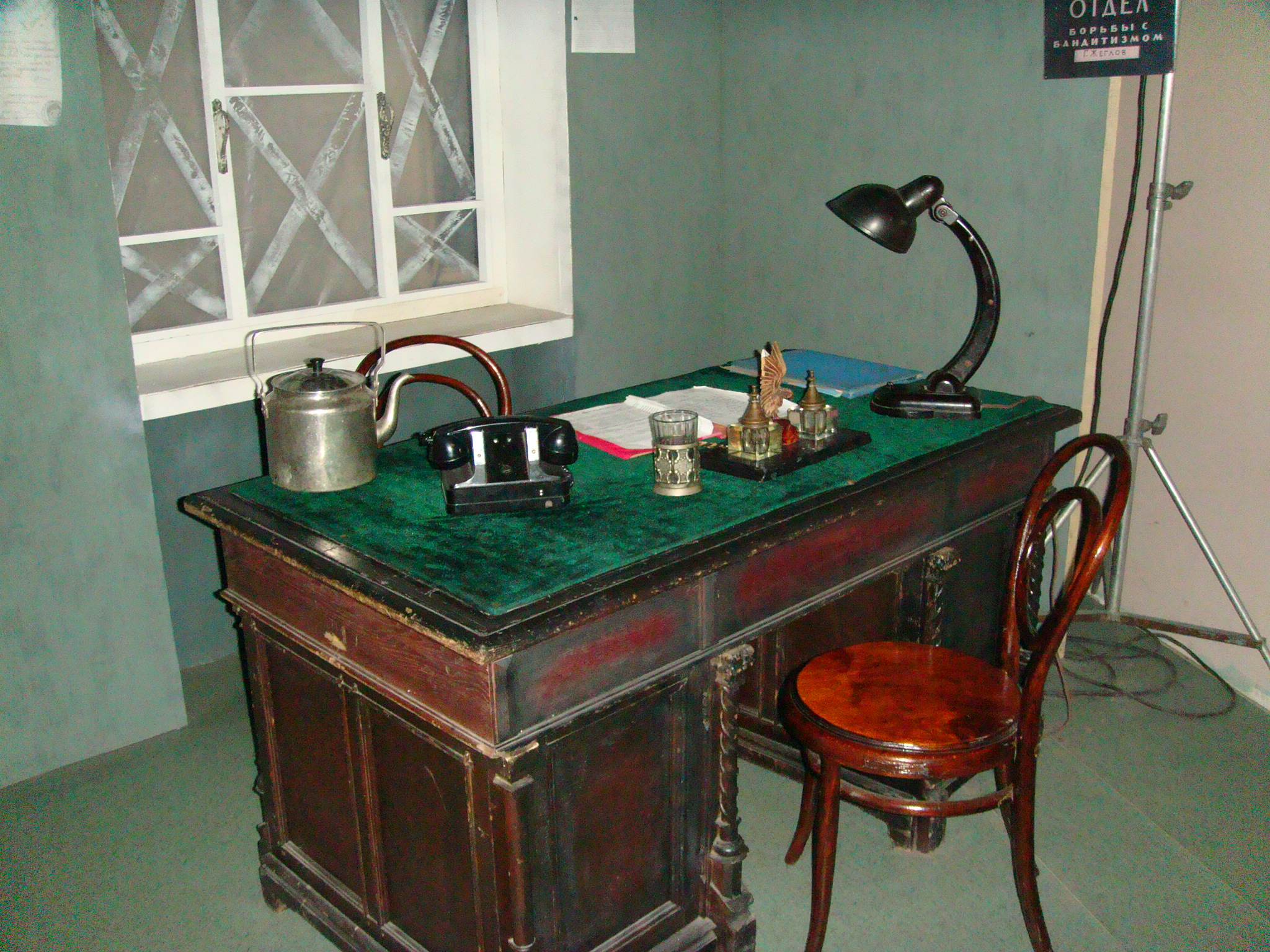
Кабинет Жеглова. Экспонаты Одесского музея кино

По замечанию искусствоведа Бориса Тулинцева, некоторые представители преступного сообщества, задействованные в сюжете, своей непосредственностью порой напоминают детей. Так, вор Валька Копчёный — ценитель хорошего вина и прочих жизненных удовольствий — выглядит в картине наивно-безалаберным; бандит Промокашка искренен и наивен; карманник Кирпич по-ребячливому доверчив. Прообразом Кирпича был, вероятно, вор в законе Саша Шорин (Александр Прокофьев), проведший два десятилетия в тюрьмах и скончавшийся в 2003 году в 74-летнем возрасте. Профессиональный щипач Саша Шорин в послевоенные годы «работал» в трамвае 10-го маршрута, курсировавшего в Сокольниках. Как утверждал исполнитель роли Кирпича Станислав Садальский, после выхода «Места встречи…» Шорин, узнав себя в его персонаже, отправил актёру ящик коньяка «Камю». Садальский присутствовал на похоронах Шорина, во время которых уголовные авторитеты, пришедшие проститься с усопшим, говорили, что Саша умер «хорошей смертью — не у хозяина». В картине Кирпич запомнился, помимо прочего, характерной речевой особенностью — шепелявым «приблатнённым говорком» («Коселёк, коселёк! Какой коселёк?»). Эта колоритная деталь была подсказана Садальскому во время съёмок Высоцким.
Исполнительница роли девицы лёгкого поведения Маньки Облигации Лариса Удовиченко, благодаря участию в фильме «Место встречи изменить нельзя», смогла выйти за рамки амплуа лирической героини, с которого начиналась её творческая биография, и показать, что она способна работать в кино и как хара́ктерная актриса. По признанию Удовиченко, эпизод, когда она в кабинете Жеглова задала «орфографический» вопрос о своём прозвище («Облигация или аблигация?»), возник спонтанно: актриса действительно встала в тупик из-за неуверенности в правописании. Режиссёру понравилась импровизация, и он решил оставить эту сцену в картине.

### Представители органов правопорядка
Первым сотрудником МУРа, с которым познакомился Шарапов на Петровке, оказался фотограф Гриша Ушивин по прозвищу Шесть-на-девять. По воспоминаниям исполнителя роли Гриши — Льва Перфилова, он сам обратился к Говорухину с просьбой занять его в картине. Актёр считал, что амплуа, закрепившееся за ним в предыдущих киноработах, позволяло ему играть исключительно «бандитов, алкоголиков, проходимцев», поэтому изначально рассчитывал получить роль одного из членов «Чёрной кошки». Предложение режиссёра воплотить образ муровского фотографа, являющегося попутно «внуком барона Мюнхгаузена», стало для артиста неожиданностью: «Здесь красок особенных не было, поэтому я просто стал играть свою суть в тех обстоятельствах, которые предлагались: так же шкодничал, так же улыбался». Говорухин, поощрявший на площадке актёрские импровизации, использовал в фильме и природный юмор Перфилова, и его умение играть на аккордеоне.
Молодой оперативник Вася Векшин появляется только в первой серии картины. Он отправляется «блатной походкой» на встречу с одним из бандитов, садится на скамью, ест мороженое и получает молниеносный удар заточкой в сердце. Этот эпизод был срежиссирован Высоцким и снят им в отсутствие Говорухина. По словам исполнителя роли Векшина — Евгения Леонова-Гладышева, Высоцкий в постановочной работе проявил себя как ученик Иосифа Хейфица, внимательно относившегося к антуражу и любой детали в кадре (до «Места встречи…» актёр снимался у него в фильмах «Плохой хороший человек» и «Единственная…»). Зная, что в биографии Векшина был опыт пребывания в колонии, Владимир Семёнович предложил учесть эту подробность и «нанести» герою татуировку с женским именем Лёля — оно было популярно в 1940-х годах (кадр с наколкой в ленту не попал).

### Другие персонажи

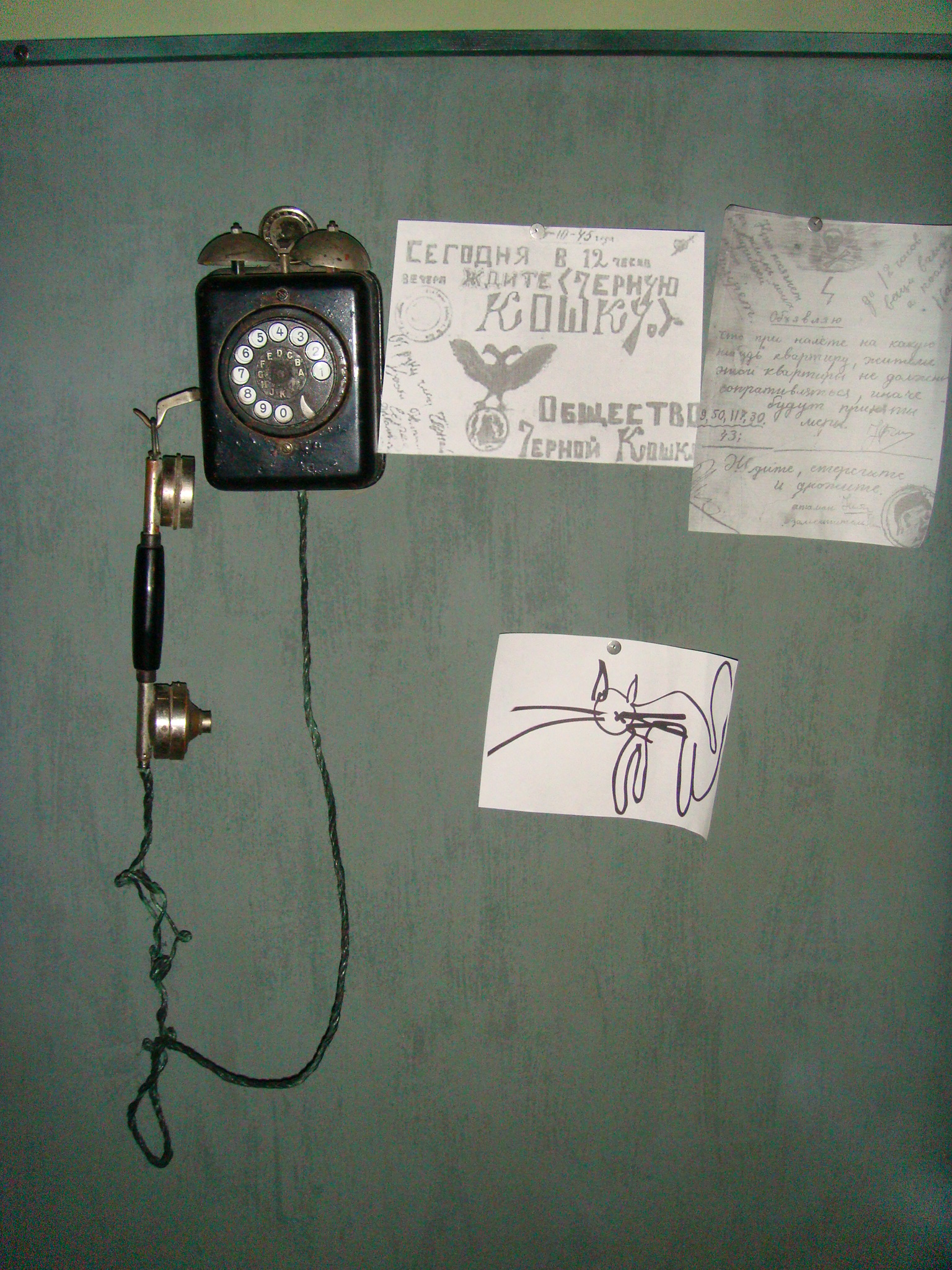
Атрибуты фильма. Экспонаты Одесского музея кино

Жеглов, заподозрив Ивана Сергеевича Груздева в убийстве жены, совершает ошибку; в то же время капитан МУРа совершенно безошибочно определяет, что по внутреннему складу и жизненным установкам интеллигентный доктор является его личным оппонентом. Неприязнь Жеглова к Груздеву возникает моментально и порой кажется иррациональной. При этом у Глеба имеются весомые основания включить Ивана Сергеевича в круг подозреваемых: тот находится в фактическом разводе с Ларисой; в жизни доктора появляется другая женщина; в съёмной квартире Груздева при обыске обнаруживается пистолет. Не сомневающийся в своей правоте Жеглов ещё до окончания следствия, используя «внезапность психологического нападения», называет Ивана Сергеевича преступником: «Вы человека убили!» Антипатия взаимна, и Груздев, в свою очередь, пытается донести до симпатичного ему Шарапова свой взгляд на методы Жеглова, который, по мнению доктора, способен перешагнуть даже через ближнего: «Для него люди — мусор!»
Сергей Юрский рассказывал, что работа над ролью Груздева совпала с тем настроением, в котором он пребывал во время съёмок, — это был сложный для актёра «период разрыва с Товстоноговым, с Петербургом, с БДТ». Создавая образ своего героя, Юрский сам решил добавить во внешность Ивана Сергеевича узнаваемую подробность — наклеенные на лицо тонкие полоски папиросной бумаги, которые мужчины в послевоенные годы использовали при бритвенных порезах. Кроме того, при обсуждении сцены допроса Груздева Юрский предложил Жеглову-Высоцкому «отнюдь не случайно» наступить на плащ подозреваемого: «Я доказал Володе, что так будет убедительнее выглядеть характер Жеглова и способ его действий».
О том, какое внимание во время съёмок уделялось деталям, вспоминала также Светлана Светличная, исполнившая в картине роль сестры Ларисы Груздевой — Нади. Диалог Нади и Жеглова должен был происходить на кухне, и партнёр Светличной поделился жизненным наблюдением: женщины в момент потрясения обычно стремятся чем-то занять свои руки. Актрисе дали тарелку и полотенце, и она во время разговора машинально протирала посуду. Сцена получилась органичной, потому что, по уточнению Светличной, «вся эта пластика легла на состояние <…> героини».
Наталья Фатеева — исполнительница роли модельера Соболевской — создала весьма сложный образ неустроенной женщины. С одной стороны, роман с Фоксом обернулся для неё крушением надежд; с другой — даже разочаровавшись в бывшем любовнике, она наотрез отказалась свидетельствовать против него. Полученные от Соболевской показания мало помогли муровцам в непосредственном розыске бандита; в то же время её воспоминания добавили дополнительные подробности к его психологическому портрету. От модельера Шарапов узнал об артистическом обаянии Фокса, его хватке и умении входить в доверие к людям. Внутренняя драма героини раскрывается опять-таки благодаря деталям: во время встречи с оперуполномоченным она, стирая густой слой крема с лица, одновременно словно снимает маску самодостаточной дамы.
В литературном сценарии братьев Вайнеров сосед Шарапова — Бомзе — представлен так: «Он стар, доброе лицо его всё в квадратных складочках; во время еды Михал Михалыч вытягивает голову из коротенького плотного туловища <…> и становится похожим на черепаху Тортилу». Бомзе, несмотря на нечастые появления в кадре, относится к числу ключевых персонажей картины. Он беден и одинок; его единственный сын, студент консерватории, погиб на фронте. Несмотря на все потери, Михаил Михайлович верит в наступление «эры милосердия»; он убеждён, что преступность в обществе победят не карательные органы, а «естественный ход нашей жизни, человеколюбие». За рамками образа эти фразы звучат нравоучительно, однако произнёсшему их Зиновию Гердту «решительно не были противопоказаны резонёры» — по словам киноведа Дмитрия Савельева, артист, сыгравший роль Бомзе, сумел «отшелушить пафос» из назидательного текста.

## Мотив руки (в трактовке Леонида Карасёва)
Одним из сквозных символов, сопровождающих фильм «Место встречи…», является, по мнению философа Леонида Карасёва, человеческая рука. Это не лобовая тема, она работает исподволь, на уровне ассоциаций, и находится за рамками «авторского ясного сознания»; тем не менее её роль в контексте сюжета весьма значительна. Так, мотив руки проходит через всю разыскную линию картины, которая начинается с поимки Маньки Облигации: ускользнув от сыщиков из ресторана, героиня хватает на улице за руку первого встречного мальчугана. Чуть позже, уже на Петровке, Жеглов сообщает коллеге: «Вот, Володя, довелось тебе поручкаться с Манькой Облигацией». На её руке обнаруживается принадлежавший погибшей Ларисе Груздевой браслет-змейка (фр. bracelet — от слова «запястье»; в буквальном смысле — наручник).
От разговора с Манькой начинается постепенное движение истории к выходу на «Чёрную кошку». На этом пути Жеглову приходится общаться с вором Валькой Копчёным, диалог с которым в бильярдной касается — в том числе — рук. Сыщик во время игры замечает, что ладони Копчёного, судя по мягкости, не знали ни кайла, ни лопаты; тот в ответ парирует: «У вас, кстати, гражданин Жеглов, руки тоже не шахтёрские!» Та же тема возникает в разговоре муровцев о Кирпиче, воровская специализация которого связана с особой «ловкостью пальцев».
В ряд аналогичных символов входит и принадлежащая одному из преступников кличка Ручечник — речь в данном случае идёт как о его воровской специализации («ручки вышибать»), так и о фамилии — Ручников. С рукоделием связаны профессии Верки-модистки и сотрудницы дома мод Соболевской. Ручной стиркой белья занята также Шура, соседка Шарапова по коммунальной квартире. Приблизительные версии муровцев о физических данных отдельных членов «Чёрной кошки» впервые возникают в подсобке магазина, когда молодой оперативник, поднимая топор, приходит к выводу, что убийца — скорее всего, горбун — обладает чрезвычайно сильными руками. В фильме, в отличие от романа «Эра милосердия», появляется тема музыкальных рук Шарапова. Попав в логово бандитов, он воспроизводит легенду о своём уголовном прошлом. В его историю готовы поверить все члены «Чёрной кошки», кроме Клаши, — она мимоходом обращает внимание Карпа на тонкие пальцы гостя: «Ты на руки его посмотри!»
Тема рук — правых (милицейских) и левых (преступных) — образует, в трактовке Карасёва, своеобразный «внутренний» сюжет в фильме. Разделение рук на правую и левую весьма условно — тот же Жеглов, к примеру, отнюдь не всегда ведёт себя как праведник. Соболевская и Верка-модистка несут некую «посредническую» миссию. В то же время Горбатый представляет собой «руку-машину», не вписывающуюся ни в какие классификации: «Горбатость и нечеловеческая сила делает его существом не вполне человеческим — хтоническим, принадлежащим не только к миру дня, но и подземной тьмы».

В конце концов, и сам текст, сюжет <...> становится «двуруким»: одна рука — милицейская — ищет другую — бандитскую (отсюда, собственно, и идёт главное противоречие, поскольку обе руки принадлежат одному и тому же общественному организму).
С руками связана также лирическая линия фильма, которая начинается с подброшенного младенца. В эпизоде с подкидышем Жеглов интересуется у позвонивших в милицию жителей дома: «На руки-то вы его брали?» Эта история закольцовывается в заключительных кадрах, когда Шарапов, входя в комнату, видит Варю, прижимающую к груди малыша. Согласно комментарию Леонида Карасёва, «девушка могла в этот момент и не держать ребёнка, он мог, скажем, просто лежать на кровати. Нет, — он всё-таки находится именно на руках, и можно сказать, что в этой финальной картинке главное символическое противоречие <…> если не разрешается, то, во всяком случае, стирается, смягчается, умиротворяется».

## Роль кинотекста при формировании образов
Наблюдая за умением своего непосредственного начальника ориентироваться в самых разных ситуациях, новичок угрозыска Шарапов интересуется: «Слушай, Глеб, как это у тебя всё здорово получается? Быстро, ловко. Вот бы мне так научиться». Тот в ответ поясняет, что оперативник должен знать «как строевой устав» «шесть правил Глеба Жеглова». Их изложение происходит с использованием риторических вопросов («Старайся подвинуть к разговору о нём самом. А как это сделать?») и параллельных конструкций («А вот для этого существует и третье правило»). Тезисы Жеглова лаконичны — их суть сводится к тому, что оперативник, добывая информацию, должен быстро, грамотно и психологически точно выстраивать работу со свидетелями.
В кинотексте картины используются и другие языковые средства, погружающие зрителей в милицейскую среду и во многом формирующие образ муровца послевоенных лет. Так, при осмотре квартиры убитой Ларисы Груздевой Жеглов диктует записывающему Шарапову необходимые сведения — «язык протокола» сух, лишён эмоций и наполнен безличными конструкциями. При этом Глеб сосредоточен на точном воспроизведении деталей, наличие которых необходимо зафиксировать на первом этапе следственных мероприятий: «Осмотр производится в дневное время. В пасмурную погоду. При естественном освещении. Комната прямоугольная, с эркером в три окна». Другие эпизоды показывают, что Жеглов, как и его коллеги, свободно владеет уголовным жаргоном; для того, чтобы элементы уголовного жаргона были понятны и массовому зрителю, создатели фильма естественным образом включили в диалоги своеобразные лексические комментарии: «На фронте он, правда, не воевал, но шнифер был знаменитый. Громил сейфы, будто косточки из компота». В то же время в ряде сцен авторы ленты отказались от дополнительных расшифровок, поскольку значение отдельных терминов выглядело очевидным: «Ты же чердачник, Копчёный, а не мокрушник».
Эпизод в бильярдной показывает умение Жеглова использовать методы психологического давления на собеседников. Забивая в лузу шары, капитан милиции одновременно пытается выяснить, как к Копчёному попал браслет Ларисы Груздевой. Вор изображает недоумение, и Жеглов сообщает ему, что продолжение диалога будет происходить уже в стенах МУРа: «Вот такой у меня с тобой разговор выйдет. Поговорю я с тобой вот так! Вдумчиво да серьёзно, чтобы дошёл до тебя мой вопрос. До ума, до сердца, до печёнок. И до остального твоего гнилого ливера». После каждой реплики Жеглов выдерживает паузу. Его фразы не содержат прямой угрозы, но они произносятся одновременно с ударами по шарам и создают напряжение вокруг бильярдного стола, поэтому Копчёный начинает осознавать нависшую над ним опасность.

## Образ послевоенной Москвы

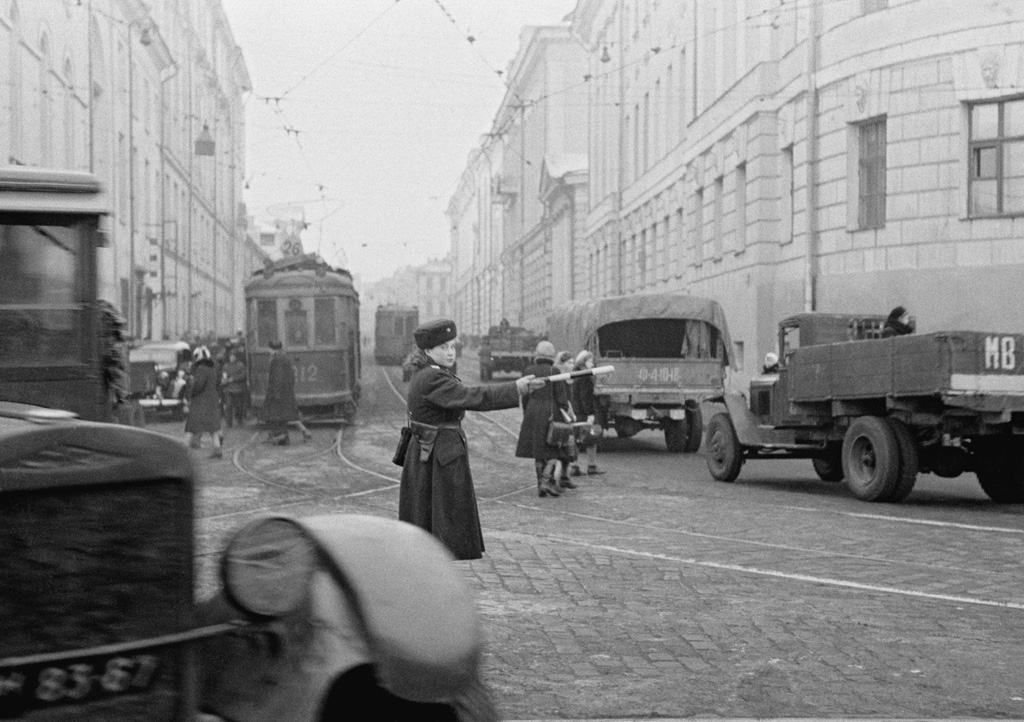
Москва. Ноябрь 1945 года

В первых кадрах «Места встречи…» Москва выглядит городом светлым и праздничным. Вернувшийся с войны Шарапов направляется на Петровку, и его эмоции совпадают с настроением москвичей. Атмосфера города напоминает «нескончаемый праздник» — из динамиков доносится голос Утёсова; по улицам перемещаются фронтовики-орденоносцы; горожане покупают цветы, мороженое и воздушные шары; дети нарядны, а чистильщики обуви столь же приветливы и улыбчивы, как и воин-победитель на придорожном плакате.
По мере развития детективного сюжета образ Москвы начинает меняться: «Адреналин войны и победы исчерпан, жить нелегко». Зритель видит, что в послевоенном городе — бедноватом, полуголодном и уставшем — ещё сохранились следы от бумажных полосок, которые наклеивались на окна для снижения поражений от осколков стекла при близких взрывах бомб. Никакого намёка на праздник нет в самых «бандитских», заполненных притонами и воровскими «малинами» районах послевоенной столицы — Сокольниках и Марьиной роще (именно там живёт в трущобе измученная полунищенским существованием скупщица краденого Верка-модистка). Столь же мрачной выглядит в фильме и Яуза — река «с непарадными берегами». Кадры, показывающие хмурый и тяжеловатый город, лишены ярких красок; подобная цветовая приглушённость, по мнению критика Леонида Костюкова, характерна скорее для Петербурга, нежели для Москвы.

## Отклики и рецензии
Пресса весьма живо отреагировала на выход «Места встречи…». Премьерный показ пятисерийного фильма завершился 16 ноября 1979 года, и в этот же день в газете «Вечерняя Одесса» было опубликовано интервью со Станиславом Говорухиным. В нём режиссёр упомянул о многих участниках киногруппы — актёрах, операторах, осветителях, каскадёрах, а также рассказал, что из-за технических сложностей создатели ленты отказались от комбинированных съёмок в эпизодах с погонями: «Так что по-настоящему несётся машина в ограду, по-настоящему падает в воду». В дальнейшем материалы, посвящённые картине, появились в общесоюзных изданиях разной направленности — о ленте писали и киноведы, и представители органов внутренних дел. В ряде рецензий анализировались поднятые в картине морально-этические проблемы, — речь шла прежде всего о жёсткой целесообразности, сопровождающей деятельность Жеглова. Среди публикаций выделялась подробная статья кинокритика Виктора Дёмина «Про Знатоков и других», напечатанная 17 декабря 1979 года в газете «Правда». Автор писал о Жеглове как о неоднозначном персонаже, в котором за внешней кротостью порой скрывается подвох, а пафос непременно приглушается иронией. Внимание к роли Жеглова со стороны «Правды» — главного идеологического издания СССР — фактически означало официальное признание Высоцкого-актёра.
В январе 1980 года худсовет Одесской киностудии проанализировал информационный бюллетень с подборкой рецензий, опубликованных в прессе после выхода фильма «Место встречи…». На заседании отмечалось, что наряду с положительными оценками генерал-майора А. Зозулина в газете «Советская культура», кандидата искусствоведения В. Дёмина, журналиста Ф. Кохрихта в газете «Знамя коммунизма», звучали и критические. Генерал-лейтенант милиции И. Кожин и члены секции ветеранов Московского уголовного розыска опубликовали свои критические замечания в газете «Комсомольская правда»:

Деятельность МУРа всегда отличалась партийностью. В фильме это не нашло достаточного отражения. Характерными особенностями сотрудников всегда был точный расчёт, высокое профессиональное мастерство, идейная закалённость, их отличала строгая дисциплина. На экране эти качества стушёваны. 
Интерес к образу Жеглова не снижался и в последующие годы. Как предполагала кинокритик Ирина Рубанова, капитан милиции в «Месте встречи…», досконально знающий уголовную среду, был некогда «королём улицы в Замоскворечье ли, в Марьиной ли роще»: в его облике и лексике угадывается человек, «хлебнувший тюряги». По словам высоцковеда Владимира Новикова, в подтексте сценария можно найти намёки на то, что этот герой — «из бывших». С этими доводами не согласна киновед Анна Блинова, считающая, что в Жеглове нет никакого «ностальгического сочувствия» по отношению к правонарушителям; подтверждением тому являются граничащие с вызовом фразы, произнесённые героем в ситуации с кошельком, подброшенным карманнику Кирпичу: «Вор должен сидеть в тюрьме! И людей не беспокоит, каким способом я его туда упрячу!» В свою очередь искусствовед Наталья Крымова отмечала, что своеобразие речи и поведения Жеглова восходит к «тем блатным напевам, которыми свободно владел Высоцкий и которые теперь подчинил общему смыслу фильма».
Совершенно иной взгляд на фильм и образы героев предложил уже в XXI веке театральный критик Борис Тулинцев (стремящийся, по мнению коллег, «не преумножать иллюзии без надобности»). По его словам, ряд сцен «Места встречи…» (например, демонстрация любви детей коммунальной квартиры к Михаилу Михайловичу Бомзе; ожидающая Шарапова Варя Синичкина с малышом на руках) — «нестерпимо фальшивы». Сомнения Тулинцева вызывает и сам факт службы Шарапова на Петровке: «Князь Мышкин, пришедший работать в МУР, — такая же нелепость и сусальная фантазия, как Михаил Михалыч в качестве любимца коммуналки». Жеглов в фильме выглядит мощнее Шарапова прежде всего потому, что он, в отличие от молодого оперуполномоченного, живёт исключительно в своём времени — «здесь» и «сейчас», вне грёз о далёкой «эре милосердия», считает критик.

У Высоцкого его опьянённый ненавистью к бандитам Жеглов уже не мог существовать без бандитов и без ненависти, как наркоман без наркотика. Шарапов оставался чистеньким и даже совершал абсолютно неправдоподобный подвиг, оказавшись в бандитском логове, откуда можно выйти живым, только повинуясь фантазии братьев Вайнеров. <...> Только нельзя было поверить ни подвигу его, ни его улыбке, ни, извините, милосердию, которому он научился на коммунальной кухне. 

## Актуальность и влияние
- Вор должен сидеть в тюрьме[139]!
- Ты не бойся, мы тебя не больно зарежем. Чик! И ты уже на небесах[140].
- Ты не сознание, ты совесть потерял[141].
- Это ты умный, а я только так, погулять вышел[142].
- Сядь, Промокашка, сядь, не мелькай[143].
- Сыпь, сыпь, не тряси руками, больше просыплешь[142].
- Складно звонишь[144].
- Ну и рожа у тебя, Шарапов![145][комм. 3].

Фильм «Место встречи…» по масштабам популярности сопоставляется киноведами с многосерийной кинолентой Татьяны Лиозновой «Семнадцать мгновений весны». Персонажи картины стали фактически представителями фольклора, героями песен и анекдотов; их реплики пополнили словари крылатых выражений. 25 января 1997 года в Московском дворце молодёжи проходили мероприятия, посвящённые дню рождения Владимира Высоцкого. Там петербургскими «митьками» была представлена фотовыставка, экспонаты которой воспроизвели более оптимистичный, нежели в картине Говорухина, вариант финала фильма. В канун 9-й международной конференции о творчестве Высоцкого в Кошалине почта Польши выпустила штемпель с портретом Высоцкого, надписью (на польском языке) и датой открытия мероприятия: «Место встречи изменить нельзя. 19.01.2002».

Памятник Жеглову и Шарапову возле Министерства внутренних дел Украины в Киеве

Через год памятник Глебу Жеглову был открыт в Мариуполе (скульптор Игорь Жигулин). В 2009 году в Киеве в честь 90-летия создания уголовного розыска возле здания Министерства внутренних дел Украины была установлена скульптурная композиция с изображением главных героев фильма — Жеглова и Шарапова. Памятник был построен на добровольные пожертвования от ветеранских организаций МВД и сотрудников милиции. В музее восковых фигур Санкт-Петербурга Высоцкий запечатлён в роли Жеглова. 5 октября 2015 года был открыт первый в России памятник Жеглову и Шарапову в городе Волгограде. В 2016 году фигуры Жеглова и Шарапова были установлены на ступенях лестницы при входе в здание Петровки, 38. По мнению председателя совета ветеранов МУРа, генерал-майора милиции в отставке Василия Купцова, персонажи фильма являются символом Московского уголовного розыска: «Они наделены такими качествами, как мужество, патриотизм, верность долгу, принципиальность и честность». К 40-летию со дня выхода фильма сотрудники Госфильмофонда отреставрировали картину «Место встречи…» и перевели её «в цифру», максимально приблизив качество звука и изображения к современным стандартам телевещания.
Свидетельством сохраняющегося интереса к картине стала написанная в 1990-х годах песня группы «Любэ» «Атас» о Глебе Жеглове и Володе Шарапове, которые «ловят банду и главаря». Отсылка к фильму «Место встречи…» обнаруживается в стихотворном тексте поэта Александра Башлачёва «Мельница». Описание жилища героя стихотворения, Мельника, ассоциируется с эпизодом появления Шарапова в логове бандитов: «Цепкий глаз. Ладони скользкие — А ну-ка кыш! — ворьё, заточки-розочки! / <…> Жарко в комнатах натоплено / Да мелко сыплется за ворот нехороший холодок. / На мешках — собаки сонные, да бляди сытые, да мухи жирные. / А парни-то все рослые, плечистые. / Мундиры чистые, погоны спороты». О влиянии картины Говорухина рассказывал Борис Акунин. По его словам, идея романа «Статский советник» возникла у него после очередного просмотра «Места встречи…» — картина стала для писателя «точкой отталкивания». Киноведы отмечали тематическую и стилистическую перекличку между «Местом встречи…» и фильмом Сергея Урсуляка «Ликвидация». Жеглова называли прототипом Давида Гоцмана, а саму картину Урсуляка — своеобразным ремейком «Места встречи…». Возражая против такого подхода, критик Юрий Богомолов указывал, что «„Ликвидация“ не повторяет „Места встречи“, а играет с его сюжетными мотивами».
Журналист-документалист и историк МУРа Эрик Котляр отмечает, что в фильме создан «эпохальный образ классического муровского сыщика», ставший примером для многих поколений работников милиции. По его мнению, фильм имеет не только историческую ценность — он является своеобразным видеопособием для работников сыска. В своей книге «Место встречи МУР» автор подробно рассматривает вопрос «неутихающих споров» между оперативными работниками о том, чья позиция и взгляды на события им ближе — Жеглова или Шарапова. С ним соглашается начальник управления уголовного розыска Москвы генерал-майор милиции Виктор Голованов, отмечающий достоверность показанных в картине атмосферы и деталей оперативной работы и проводящий подробный сравнительный анализ методов обоих героев фильма.

## Фестивали и награды
Несмотря на то, что в ежегоднике Большой советской энциклопедии за 1980 год картина была упомянута как «получившая признание», она ни тогда, ни позже не удостоилась кинематографических наград. Как вспоминал Говорухин, в 1980 году, уже после двух показов «Места встречи…» по телевидению, он был приглашён на Всесоюзный фестиваль телевизионных фильмов, проходивший в Ереване. В программе фестиваля участвовало около двадцати картин, а количество различных наград было больше, чем номинантов. Единственным фильмом, не получившим ни одной награды от кинематографистов, стала лента «Место встречи изменить нельзя». Создатели картины получили почётные грамоты МВД, а в 1981 году на IX Всесоюзном кинофестивале в Ереване Высоцкому за исполнение роли Жеглова был посмертно присуждён спецдиплом и приз жюри. В 1987 году Владимир Высоцкий за исполнение роли капитана Жеглова был посмертно удостоен Государственной премии СССР.
В 1998—1999 годах Владимир Высоцкий (посмертно) и Владимир Конкин за создание образов Глеба Жеглова и Владимира Шарапова были удостоены премии МВД России в области культуры, литературы и искусства.

## Авторские права
В 1995 году была ликвидирована телекомпания «Останкино», которой принадлежал весь советский телефонд. С этого момента различные киностудии и творческие объединения неоднократно в суде пытались решить вопрос принадлежности авторских прав многих советских телефильмов, в том числе картины «Место встречи изменить нельзя». В этих спорах участвовала и Одесская киностудия; в период судебной тяжбы дело фильма, хранившееся в областных архивах, было затребовано тогдашним директором студии Тамарой Яровской и в дальнейшем утеряно. В 2013 году ФГБУ «Государственный фонд телевизионных и радиопрограмм» (Гостелерадиофонд) — правопреемник Гостелерадио СССР — добился в Верховном суде Российской Федерации решения о признании прав на эту картину в составе коллекции из более чем четырёхсот советских телефильмов.

## Актёры и роли
В главных ролях:
| Актёр                                             | Роль                                        | Описание                                                                          |
| ------------------------------------------------- | ------------------------------------------- | --------------------------------------------------------------------------------- |
| Владимир Высоцкий                                 | Глеб Жеглов                                 | капитан милиции, начальник отдела по борьбе с бандитизмом МУРа                    |
| Владимир Конкин                                   | Владимир Шарапов                            | ст. лейтенант, оперуполномоченный. Бывший фронтовик, направленный на работу в МУР |
| Сергей Юрский                                     | Иван Сергеевич Груздев                      | врач и бывший муж Ларисы Груздевой, подозреваемый в её убийстве                   |
| Виктор Павлов                                     | Левченко                                    | бывший однополчанин Шарапова, участник банды «Чёрная кошка»                       |
| Наталья Фатеева                                   | Ирина Карловна Ингрид-Соболевская           | подруга Ларисы и бывшая любовница Фокса                                           |
| Леонид Куравлёв                                   | Валька Копчёный                             | вор                                                                               |
| Светлана Светличная                               | Надя                                        | сестра Ларисы Груздевой                                                           |
| Александр Белявский                               | Евгений Петрович Фокс                       | преступник-рецидивист, убийца Ларисы Груздевой, участник банды «Чёрная кошка»     |
| Евгений Евстигнеев                                | Пётр Ручников                               | «вор в законе» по кличке Петька Ручечник                                          |
| Армен Джигарханян                                 | Карп (Горбатый)                             | главарь банды «Чёрная кошка»                                                      |
| Валерия Заклунная                                 | Клавдия                                     | подруга Горбатого, участница банды                                                |
| Зиновий Гердт                                     | Михаил Михайлович Бомзе                     | сосед Шарапова                                                                    |
| Евгений Шутов                                     | Сергей Ипатьевич Панков                     | подполковник милиции                                                              |
| Наталья Данилова (озвучивание — Наталья Рычагова) | Варя Синичкина                              | младший сержант                                                                   |
| Лев Перфилов                                      | Гриша Ушивин                                | фотограф МУРа по прозвищу Шесть-на-девять                                         |
| Александр Милютин                                 | Иван Пасюк                                  | сержант, сотрудник МУРа                                                           |
| Андрей Градов                                     | Николай Тараскин                            | сотрудник МУРа                                                                    |
| Алексей Миронов                                   | Александр Иванович Копытин                  | шофёр «Фердинанда», сотрудник МУРа                                                |
| Евгений Леонов-Гладышев                           | Василий Векшин                              | оперативник из Ярославля, убитый в первой серии                                   |
| Владлен Паулус                                    | Родионов                                    | эксперт МУРа                                                                      |
| Всеволод Абдулов                                  | Пётр Соловьёв                               | сотрудник МУРа, струсивший перед Фоксом                                           |
| Нина Корниенко                                    | Шура Баранова                               | соседка Шарапова                                                                  |
| Иван Бортник                                      | Промокашка                                  | участник банды «Чёрная кошка»                                                     |
| Лариса Удовиченко                                 | Мария Колыванова по кличке Манька Облигация | девица лёгкого поведения, у которой оказался браслет убитой Ларисы                |
| Станислав Садальский                              | Костя Сапрыкин по прозвищу Котька Кирпич    | вор-карманник                                                                     |
| Екатерина Градова                                 | Светлана Петровна Волокушина                | сообщница и подручная Ручечника                                                   |
| Людмила Давыдова                                  | Верка-модистка                              | скупщица краденого                                                                |
| Татьяна Ткач                                      | Анна Дьячкова                               | подруга Фокса                                                                     |
| Владимир Жариков                                  | Алексей Диомидович Тягунов                  | участник банды «Чёрная кошка»                                                     |
| Александр Абдулов                                 | Лошак                                       | участник банды «Чёрная кошка», водитель хлебного автофургона                      |
| Олег Савосин                                      | Чугунная Рожа                               | участник банды «Чёрная кошка»                                                     |
| Наталья Ченчик                                    | Лже-Аня                                     | подставная Аня                                                                    |

Во вторых ролях и эпизодах:
| Наталья Петрова    | Нина Озорнина       | Наталья Крачковская                             |
| Павел Махотин      | Валентин Кулик      | Юнона Карева (озвучивание — Антонина Кончакова) |
| Николай Слесарев   | Рудольф Мухин       | Евгений Стежко                                  |
| Лариса Маркарьян   | Г. Солончук         | Талгат Казыбеков                                |
| Игорь Старков      | Людмила Герасименко | Светлана Еленская                               |
| Феликс Кроль       | Олег Федулов        | В. Хармацкий                                    |
| Пьер Оссейн        | Сергей Милованов    | Екатерина Загорянская                           |
| Аркадий Свидерский | Георгий Всеволодов  | Валерий Бассэль                                 |
| Владимир Евченко   | Миша Епифанцев      | Надежда Попова                                  |
| В. Яковлев         | Валерий Янклович    | Нина Зайцева                                    |
| Ира Гоменюк        | Генрих Осташевский  | Анастасия (Анна) Радецкая                       |
| Станислав Михин    | Владимир Гольдман   | Владимир Туманов                                |
| Любовь Реймер      | И. Зюскина          | и др.                                           |

## Съёмочная группа
| Роль                                        | Имя                                        |
| ------------------------------------------- | ------------------------------------------ |
| Авторы сценария                             | братья Вайнеры                             |
| Постановка                                  | Станислав Говорухин                        |
| Главный оператор                            | Леонид Бурлака                             |
| Главный художник                            | Валентин Гидулянов                         |
| Музыка                                      | Евгений Геворгян                           |
| Главные консультанты                        | Константин Никитин, Вадим Самохвалов       |
| Монтажёр                                    | Валентина Олейник                          |
| Звукооператоры                              | Анатолий Нетребенко                        |
| Режиссёр                                    | Н. Попова                                  |
| Оператор                                    | В. Щукин                                   |
| Художник по костюмам                        | Н. Акимова                                 |
| Художники-гримёры                           | Вячеслав Лаферов, Е. Тимофеева             |
| Ассистенты режиссёра                        | Лариса Пивень, Л. Герасименко, С. Еленская |
| Ассистенты оператора                        | В. Арцеблюк, Л. Страуман                   |
| Ассистенты художника                        | Михаил Безчастнов, Л. Цыгульская           |
| Редактор                                    | И. Алексеев                                |
| Консультант                                 | Н. Кондрашов                               |
| Оператор комбинированных съёмок             | С. Мельниченко                             |
| Художник комбинированных съёмок             | И. Пуленко                                 |
| Симфонический оркестр Госкино СССР, дирижёр | Мартин Нерсесян                            |
| Каскадёры                                   | Владимир Жариков, Олег Федулов             |
| Мастер по свету                             | В. Логвинов                                |
| Административная группа                     | П. Бовчуженко, Е. Новикова, Г. Нечаева     |
| Директор картины                            | Джемила Панибрат                           |

## Комментарии
1. ↑  Первая серия фильма была показана 11 ноября (воскресенье), повтор — в утреннее время в понедельник. 2—5 серии были показаны с 13 по 16 ноября (вторник — пятница)[2][3].
2. ↑  Шестиклинка — разновидность кепки[110].
3. ↑  Фраза не звучит в фильме. Она является контаминированной цитатой из фраз «Ну и видок у тебя, Шарапов!» и «Ну и рожа у тебя, Володя»[146] .
4. 1 2  Распределение ролей на главные, вторые и эпизоды, порядок следования ролей в списке приводится по режиссёрскому сценарию Станислава Говорухина. Список актёров приводится по данным главного редактора Одесской киностудии Г. Лазаревой и титрам[164][1].